# Generi di Linyphiidae

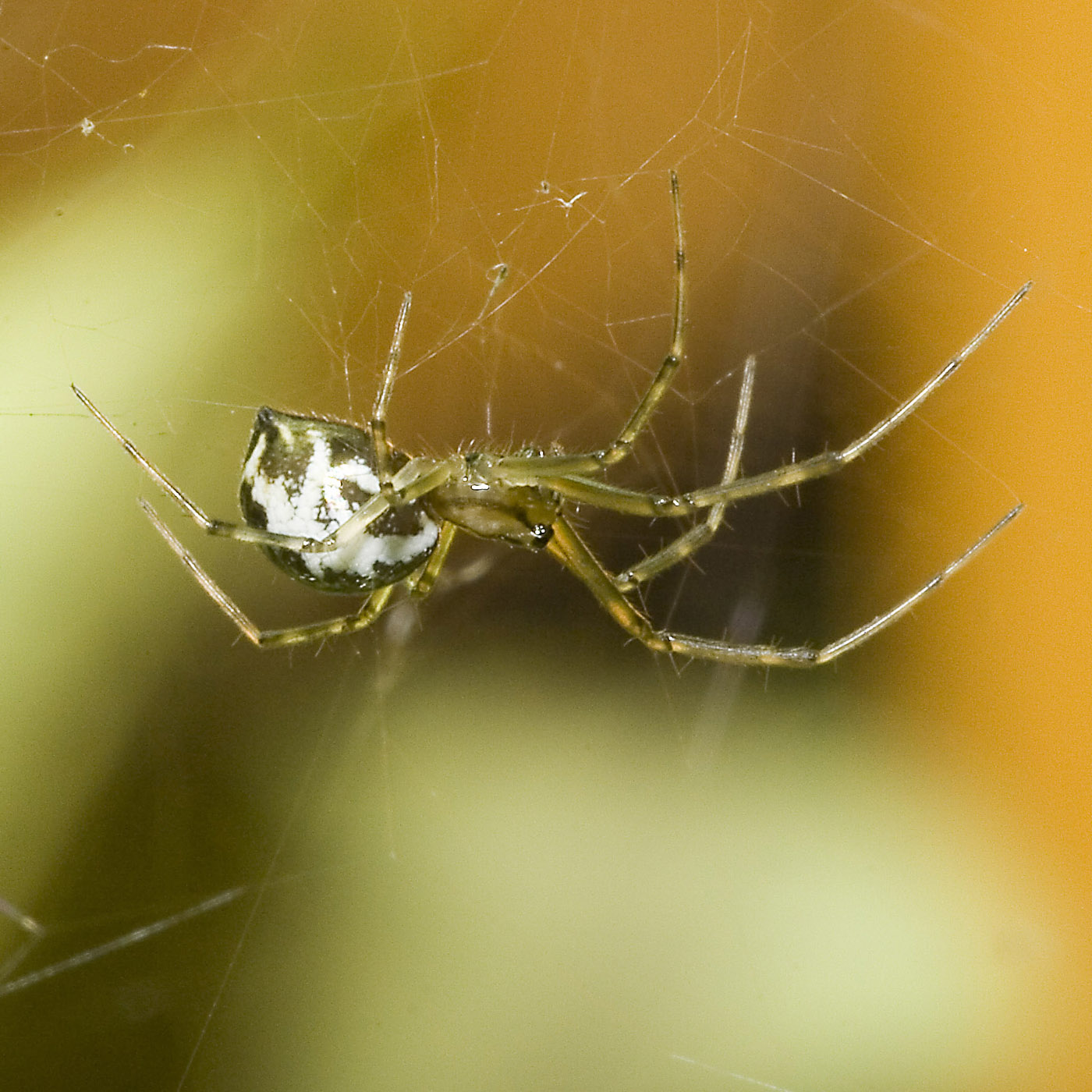
Linyphia sp.

La famiglia di ragni Linyphiidae è divisa in sette sottofamiglie, elencate in ordine di generi contenuti:
- Erigoninae Emerton, 1882 - (408 generi)
- Micronetinae Hull, 1920 - (92 generi)
- Linyphiinae Blackwall, 1859 - (72 generi)
- Mynogleninae Lehtinen, 1967 - (21 generi)
- Dubiaraneinae Millidge, 1993 - (11 generi)
- Ipainae Saaristo, 2007[2] - (8 generi)
- Stemonyphantinae Wunderlich, 1986 - (1 genere)

Di seguito sono elencati, in ordine alfabetico, i 619 generi della famiglia di ragni Linyphiidae descritti al novembre 2020; in questa sede, si è preferito seguire lo stretto ordine alfabetico dei generi con indicazione della relativa sottofamiglia.
I dati riportati comprendono oltre al nome del genere, il nome dello scopritore, l'anno della descrizione, la sottofamiglia di appartenenza (ove conosciuta), le zone di distribuzione e di rinvenimento e infine, fra parentesi, il numero di specie noto.
La lista principale seguita è l'elenco dei generi dell'aracnologo Platnick; vi sono comunque rimandi e confronti con l'analoga lista redatta dall'aracnologo Tanasevitch.

## A

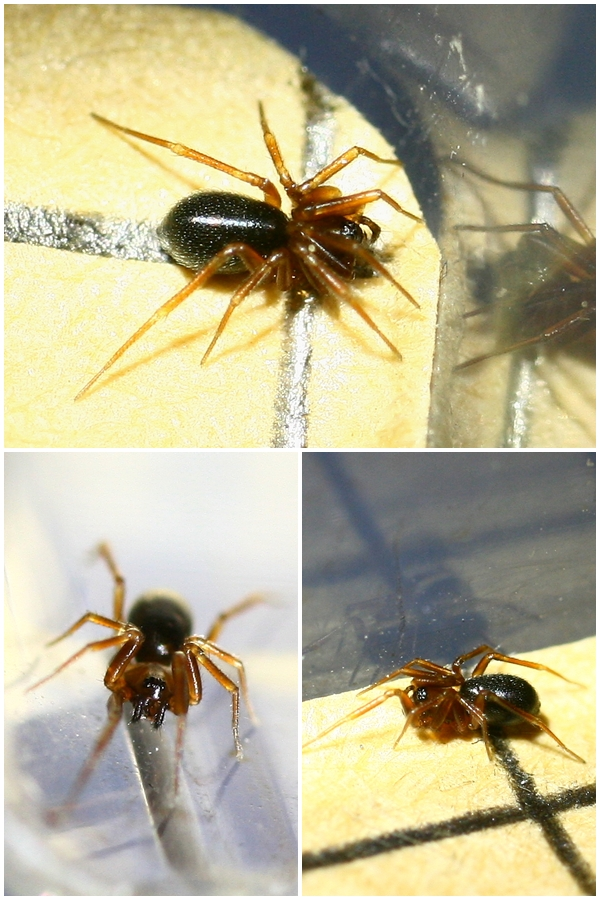
Agyneta conigera, femmina

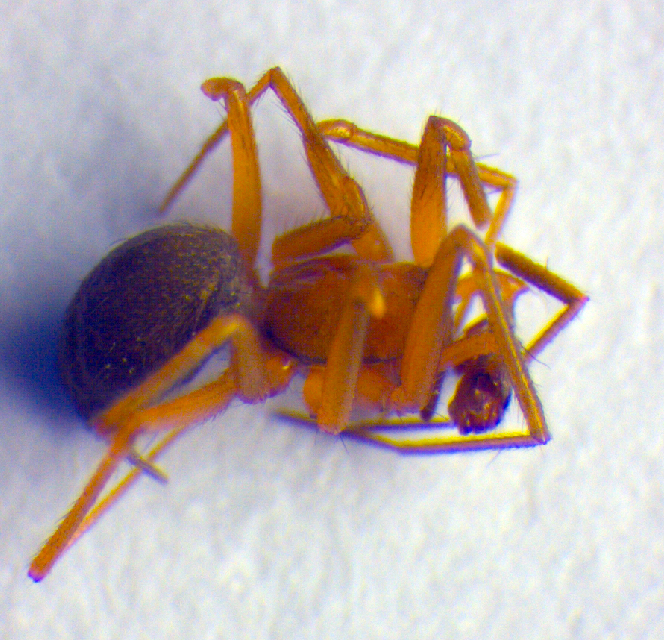
Anguliphantes angulipalpis

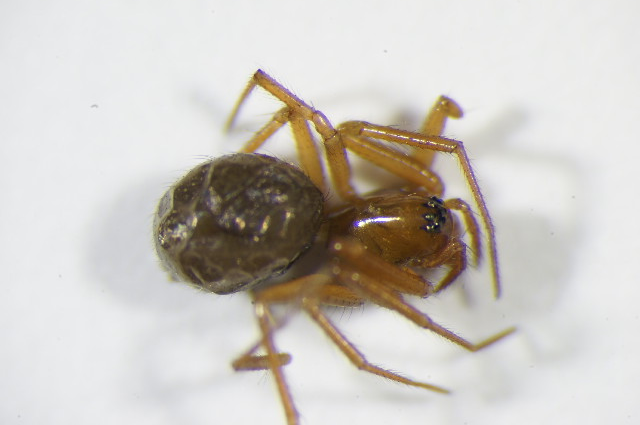
Aphileta misera

1. Abacoproeces, Simon, 1884 - Erigoninae - Regione paleartica (2 specie)
2. Aberdaria, Holm, 1962 - Erigoninae - Kenya (1 specie)
3. Abiskoa, Saaristo e Tanasevitch, 2000 - Micronetinae - Regione paleartica (1 specie)
4. Acanoides, Sun, Marusik & Tu, 2014 - Micronetinae - Cina (2 specie)
5. Acanthoneta, Eskov & Marusik, 1992 - Micronetinae - USA, Canada, Russia, Cina (3 specie)
6. Acartauchenius, Simon, 1884 - Erigoninae - Regione Paleartica (Algeria, Italia, Tunisia, Francia, Turkmenistan, Kazakistan, Marocco, Himalaya, Uzbekistan) (16-17 specie)
7. Acorigone, Wunderlich, 2008 - Erigoninae - Isole Azzorre (2 specie)
8. Adelonetria, Millidge, 1991 - Erigoninae - Cile (1 specie)
9. Afribactrus, Wunderlich, 1995 - Erigoninae - Sudafrica (1 specie)
10. Afromynoglenes, Merrett & Russell-Smith, 1996 - Mynogleninae - Etiopia (1 specie)
11. Afroneta, Holm, 1968 - Mynogleninae - Congo, Etiopia, Tanzania, Camerun, Kenya, isola di Réunion (26 specie)
12. Afrotrichona, Tanasevitch, 2020 - Erigoninae - Kenya (1 specie)
13. Agnyphantes, Hull, 1932 - Micronetinae - regione paleartica, Canada (2 specie)
14. Agyneta, Hull, 1911 - Micronetinae - Europa, Asia, America settentrionale, Africa (21 specie)
15. Agyphantes, Saaristo & Marusik, 2004 - Micronetinae - Russia asiatica (2 specie)
16. Ainerigone, Eskov, 1993 - Erigoninae - Russia, Giappone (1 specie)
17. Alioranus, Simon, 1926 - Erigoninae - Regione paleartica [Mediterraneo occidentale (Italia compresa), Karakorum, Russia, Turkmenistan, Cina, Cipro, Israele)] (6 specie)
18. Allomengea, Strand, 1912 - Linyphiinae - Regione olartica (Corea del Sud, Cina, Italia) (6 specie)
19. Allotiso,Tanasevitch, 1990 - Erigoninae - Georgia, Turchia (1 specie)
20. Anacornia, Chamberlin e Ivie, 1933 - Erigoninae - USA (2 specie)
21. Anguliphantes, Saaristo e Tanasevitch, 1996 - Micronetinae - Regione paleartica (16 specie)
22. Anibontes, Chamberlin, 1924 - Micronetinae - USA (2 specie)
23. Annapolis, Millidge, 1984 - Erigoninae - USA (Maryland) (1 specie)
24. Anodoration, Millidge, 1991 - Erigoninae - Argentina, Brasile (2 specie)
25. Anthrobia, Tellkampf, 1844 - Erigoninae - USA (4 specie)
26. Antrohyphantes, Dumitrescu, 1971 - Micronetinae - Europa orientale (prevalentemente Bulgaria) (3 specie)
27. Aperturina, Tanasevitch, 2014 - Thailandia, Malesia (genere monospecifico)
28. Aphileta, Hull, 1920 - Erigoninae - Kazakistan, USA (3 specie)
29. Apobrata, Miller, 2004 - Erigoninae - Filippine (1 specie)
30. Aprifrontalia, Oi, 1960 - Erigoninae - Asia (Cina, Giappone, Corea, Russia orientale, Taiwan) (2 specie)
31. Arachosinella, Denis, 1958 - Erigoninae - Asia (Mongolia, Russia, Afghanistan, Asia centrale) (2 specie)
32. Araeoncus, Simon, 1884 - Erigoninae - cosmopolita, tranne le Americhe (38 specie, di cui 1 endemica dell'Italia)
33. Archaraeoncus, Tanasevitch, 1987 - Erigoninae - dall'Europa orientale alla Cina (4 specie)
34. Arcterigone, Eskov e Marusik, 1994 - Erigoninae - arcipelaghi artici di Russia e Canada (1 specie)
35. Arcuphantes, Chamberlin e Ivie, 1943 - Micronetinae - Asia orientale (prevalentemente Giappone) e America settentrionale (42 specie)
36. Ascetophantes, Tanasevitch e Saaristo, 2006 - Micronetinae - Nepal (1 specie)
37. Asemostera, Simon, 1898 - Erigoninae - America centrale (Costarica e Panama) e meridionale (8 specie)
38. Asiafroneta, Tanasevitch, 2020 - Mynogleninae - Borneo (2 specie)
39. Asiagone, Tanasevitch, 2014 - Erigoninae - Thailandia, Laos, Cina (4 specie)
40. Asiceratinops, Eskov, 1992 - Erigoninae - Russia (2 specie)
41. Asiophantes, Eskov, 1993 - Linyphiinae - Russia (2 specie)
42. Asperthorax, Oi, 1960 - Erigoninae - Russia, Cina, Giappone (3 specie)
43. Asthenargellus, Di Caporiacco, 1949 - Erigoninae - Kenya (2 specie)
44. Asthenargoides, Eskov, 1993 - Erigoninae - Russia (3 specie)
45. Asthenargus, Simon e Fage, 1922 - Erigoninae - Regione paleartica, Africa (20 specie)
46. Atypena, Simon, 1894 - Erigoninae - Filippine, Sri Lanka, Thailandia (5 specie)
47. Australolinyphia, Wunderlich, 1976 - Linyphiinae - Queensland (1 specie)
48. Australophantes, Tanasevitch, 2012 - Micronetinae - Indonesia (Sulawesi), Queensland (1 specie)

## B

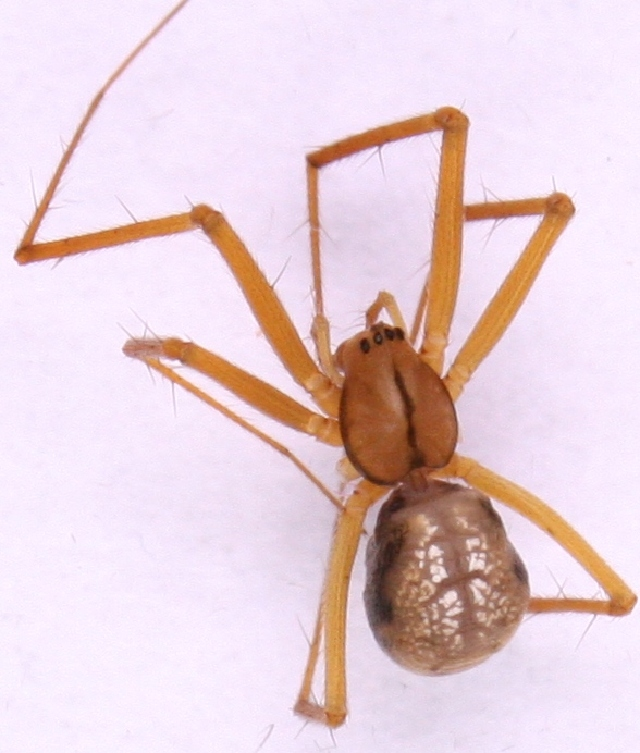
Bolyphantes alticeps

1. Bactrogyna, Millidge, 1991 - Erigoninae - Cile (1 specie)
2. Baryphyma, Simon, 1884 - Erigoninae - Regione olartica (Europa, Russia, Canada) (6 specie e 1 sottospecie)
3. Baryphymula, Eskov, 1992 - Erigoninae - Giappone (1 specie)
4. Bathylinyphia, Eskov, 1992 - Linyphiinae - Russia, Cina, Corea, Giappone (1 specie)
5. Bathyphantes, Menge, 1866 - Linyphiinae - cosmopolita (58 specie e 1 sottospecie)
6. Batueta, Locket, 1982 - Erigoninae - Asia (Cina, Malaysia) (2 specie)
7. Bifurcia, Saaristo, Tu & Li, 2006 - Micronetinae - Cina (4 specie)
8. Birgerius, Saaristo, 1973 - Micronetinae - Francia, Spagna (1 specie)
9. Bisetifer, Tanasevitch, 1987 - Erigoninae - Russia (Caucaso), Georgia, Azerbaigian (1 specie)
10. Bishopiana, Eskov, 1988 - Erigoninae - Russia asiatica, Mongolia, Cina (2 specie)
11. Blestia, Millidge, 1993 - Erigoninae - USA orientali (1 specie)
12. Bolephthyphantes, Strand, 1901 - Micronetinae - Regione paleartica, groenlandia (3 specie)
13. Bolyphantes, C. L. Koch, 1837 - Micronetinae - Regione paleartica (16 specie)
14. Bordea, Bosmans, 1995 - Micronetinae - Francia, Spagna, Portogallo (3 specie)
15. Brachycerasphora, Denis, 1962 - Erigoninae - Algeria, Libia, Egitto, Tunisia, Israele (5 specie)
16. Bursellia, Holm, 1962 - Erigoninae - Africa centrale (Camerun, Tanzania, Kenya, Repubblica Democratica del Congo, Malawi, Uganda) (8 specie e 1 sottospecie)

## C

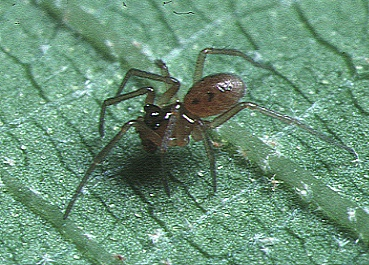
Callitrichia formosana, maschio

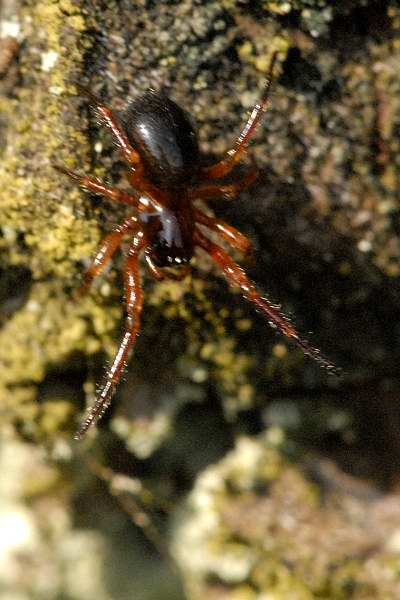
Centromerus sylvaticus

1. Caenonetria, Millidge e Russell-Smith, 1992 - Linyphiinae - Borneo (1 specie)
2. Callitrichia, Fage, 1936 - Erigoninae - Africa centrale (Tanzania, Kenya, Angola, Uganda, Malawi) e Asia orientale (dal Bangladesh al Giappone) (24 specie)
3. Callosa Zhao & Li, 2017 - Linyphiinae - Cina (2 specie)
4. Camafroneta Frick & Scharff, 2018 - Mynogleninae - Camerun (1 specie)
5. Cameroneta, Bosmans e Jocqué, 1983 - Erigoninae - Camerun (1 specie)
6. Canariellanum, Wunderlich, 1987 - Erigoninae - Isole Canarie (4 specie)
7. Canariphantes, Wunderlich, 1991 - Micronetinae - Europa e Africa settentrionale, isole Canarie (7 specie e 1 sottospecie)
8. Capsulia, Saaristo, Tu & Li, 2006 - Micronetinae - Cina (1 specie)
9. Caracladus, Simon, 1884 - Erigoninae - Europa centrale e occidentale (Italia, Francia, Austria, Germania, Svizzera) e Asia orientale (Giappone, Cina) (5 specie)
10. Carorita, Duffey & Merrett, 1963 - Erigoninae - Regione olartica (2 specie)
11. Cassafroneta, Blest, 1979 - Mynogleninae - Nuova Zelanda (1 specie)
12. Catacercus, Millidge, 1985 - Erigoninae - Cile meridionale (1 specie)
13. Catonetria, Millidge e Ashmole, 1994 - Erigoninae - Isola dell'Ascensione (1 specie)
14. Caucasopisthes, Tanasevitch, 1990 - Erigoninae - Russia, Georgia (1 specie)
15. Cautinella, Millidge, 1985 - Erigoninae - Cile centrale (1 specie)
16. Caviphantes, Oi, 1960 - Erigoninae - Regione olartica (dall'Italia al Giappone) (5 specie)
17. Centromerita, Dahl, 1912 - Micronetinae[4] - Regione paleartica, Canada (2 specie)
18. Centromerus, Dahl, 1886 - Micronetinae - Asia, Europa, Africa settentrionale, America settentrionale, Micronesia (84 specie e due sottospecie)
19. Centrophantes, Miller & Polenec, 1975 - Micronetinae - Europa (2 specie)
20. Ceraticelus, Simon, 1884 - Erigoninae - Regione olartica (USA, Canada, Cuba, Hispaniola, Russia orientale) (35 specie e due sottospecie)
21. Ceratinella, Emerton, 1882 - Erigoninae[5] - Regione paleartica, America settentrionale, Australia (Nuovo Galles del Sud) (28 specie e 1 sottospecie)
22. Ceratinops, Banks, 1905 - Erigoninae - USA, Canada (10 specie)
23. Ceratinopsidis, Bishop & Crosby, 1930 - Erigoninae - USA (stati orientali) (1 specie)
24. Ceratinopsis, Emerton, 1882 - Erigoninae - Africa, America settentrionale e meridionale, Asia orientale e sudorientale (49 specie)
25. Ceratocyba, Holm, 1962 - Erigoninae - Kenya (1 specie)
26. Cheniseo, Bishop e Crosby, 1935 - Erigoninae - USA, Canada (4 specie)
27. Chenisides, Denis, 1962 - Erigoninae - Congo, Kenya (2 specie)
28. Cherserigone, Denis, 1954 - Erigoninae - Algeria (1 specie)
29. Chiangmaia, Millidge, 1995 - Linyphiinae - Thailandia (2 specie)
30. Chthiononetes, Millidge, 1993 - Erigoninae - Australia occidentale (1 specie)
31. Cinetata, Wunderlich, 1995 - Erigoninae - Europa (anche in Italia) (1 specie)
32. Cirrosus, Zhao & Li, 2014 - Cina (1 specie)
33. Claviphantes, Tanasevitch e Saaristo, 2006 - Micronetinae - Nepal (2 specie)
34. Cnephalocotes, Simon, 1884 - Erigoninae - Regione paleartica, Italia, Francia, Isole Hawaii (3 specie)
35. Collinsia, O. P.-Cambridge, 1913 - Erigoninae[6] - Regione olartica (Russia, USA, Austria, India, Francia, Giappone, Canada, Groenlandia, Kirgyzystan, Asia centrale) (25 specie e 1 sottospecie)
36. Collis Seo, 2018 - Erigoninae - Corea (3 specie)
37. Coloncus, Chamberlin, 1948 - Erigoninae - USA, Canada (5 specie)
38. Comorella, Jocqué, 1985 - Erigoninae - Isole Comore (1 specie)
39. Concavocephalus, Eskov, 1989 - Erigoninae - Russia asiatica (2 specie)
40. Conglin, Zhao & Li, 2014 - Erigoninae - Cina (1 specie)
41. Connithorax, Eskov, 1993 - Erigoninae - Russia asiatica (1 specie)
42. Coreorgonal, Bishop e Crosby, 1935 - Erigoninae - USA, Canada (3 specie)
43. Cornicephalus, Saaristo e Wunderlich, 1995 - Micronetinae - Cina (1 specie)
44. Cresmatoneta, Simon, 1929 - Erigoninae - Regione paleartica (Sardegna, Italia continentale, India, Israele, Giappone, Corea) (4 specie e 1 sottospecie)
45. Crispiphantes, Tanasevitch, 1992 - Micronetinae - Corea, Russia, Cina (2 specie)
46. Crosbyarachne, Charitonov, 1937 - Erigoninae - Europa centrale (Ucraina, Austria, Italia, Romania, Bulgaria, Slovenia) (2 specie)
47. Crosbylonia, Eskov, 1988 - Erigoninae - Russia asiatica (1 specie)
48. Cryptolinyphia, Millidge, 1991 - Linyphiinae - Colombia (1 specie)
49. Ctenophysis, Millidge, 1985 - Erigoninae - Cile centrale (1 specie)
50. Curtimeticus, Zhao & Li, 2014 - Erigoninae - Cina (1 specie)
51. Cyphonetria, Millidge, 1995 - Dubiaraneinae -  Thailandia (1 specie)

## D

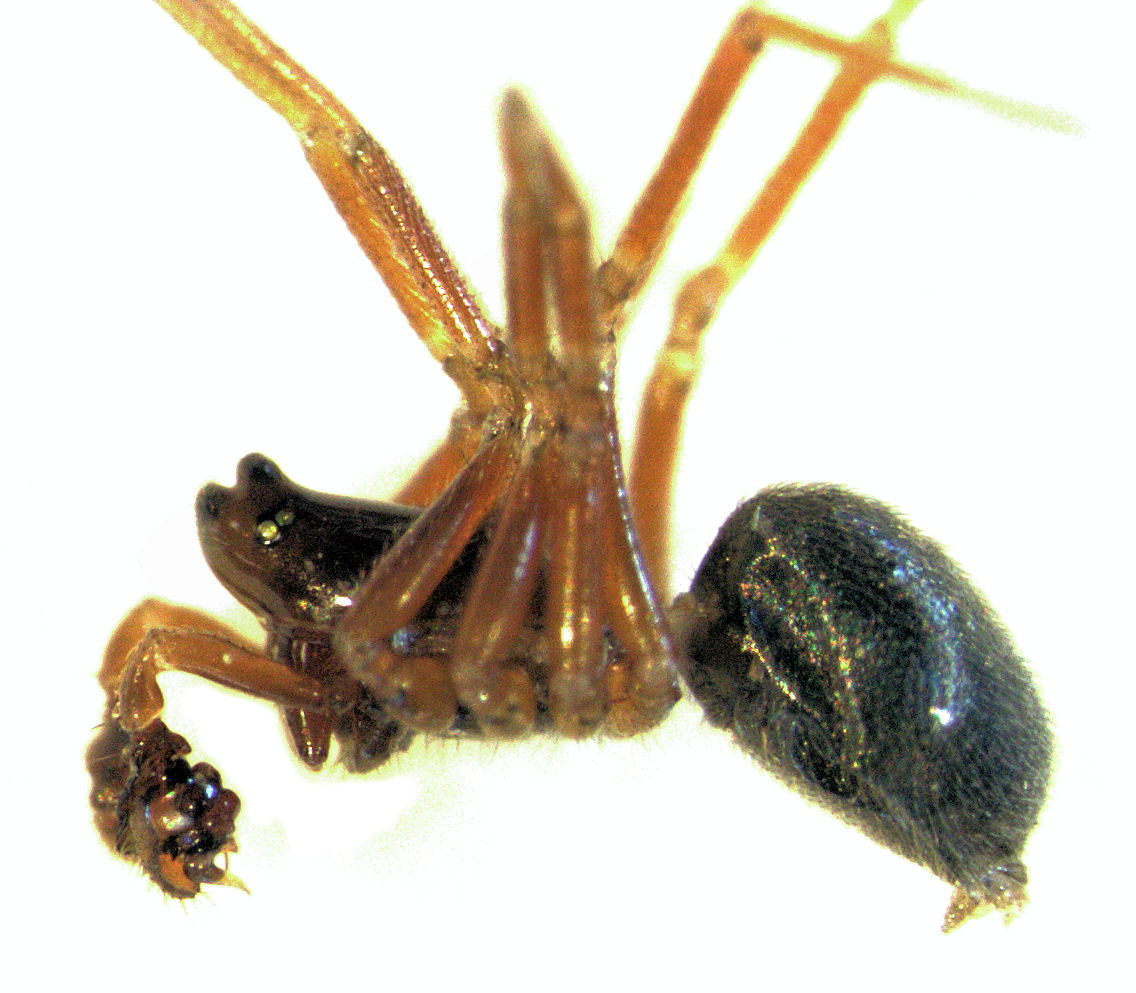
Diplocephalus cristatus, maschio adulto

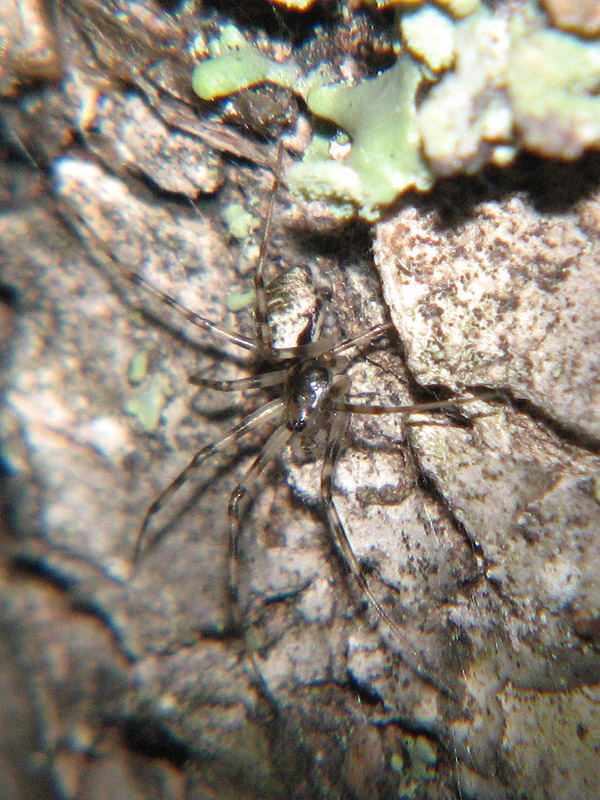
Drapetisca socialis

1. Dactylopisthes, Simon, 1884 - Erigoninae - Europa, Asia centrale (Kirghizistan, Afghanistan, Iran, Cina, Mongolia), Russia asiatica (6 specie)
2. Dactylopisthoides, Eskov, 1990 - Erigoninae - Russia asiatica orientale (1 specie)
3. Decipiphantes, Saaristo & Tanasevitch, 1996 - Micronetinae - Russia, Finlandia, Mongolia (1 specie)
4. Deelemania, Jocqué & Bosmans, 1983 - Erigoninae - Africa centrale (Gabon, Malawi, Costa d'Avorio, Camerun) (4 specie)
5. Dendronetria, Millidge & Russell-Smith, 1992 - Erigoninae - Borneo (2 specie)
6. Denisiphantes, Tu, Li & Rollard, 2005 - Micronetinae - Cina (1 specie)
7. Diastanillus, Simon, 1926 - Erigoninae - Francia, Austria (1 specie)
8. Dicornua, Oi, 1960 - Erigoninae - Giappone (1 specie)
9. Dicymbium, Menge, 1868 - Erigoninae - Regione olartica (Russia, Cina, Giappone, Europa, USA, Canada, Mongolia) (8 specie e 1 sottospecie)
10. Didectoprocnemis, Denis, 1949 - Erigoninae - Europa meridionale (Portogallo e Francia) e Africa settentrionale (Algeria, Marocco, e Tunisia) (1 specie)
11. Diechomma, Millidge, 1991 - Erigoninae - Colombia (2 specie)
12. Diplocentria, Hull, 1911 - Erigoninae - Regione olartica (Europa, Mongolia, USA, Canada, Svezia) (8 specie)
13. Diplocephaloides, Oi, 1960 - Erigoninae - Corea, Giappone, Cina (2 specie)
14. Diplocephalus, Bertkau, 1883 - Erigoninae - Regione olartica (51 specie e quattro sottospecie, di cui 16 specie presenti in Italia)
15. Diploplecta, Millidge, 1988 - Linyphiinae - Nuova Zelanda (7 specie)
16. Diplostyla, Emerton, 1882 - Linyphiinae - Regione olartica (1 specie)
17. Diplothyron, Millidge, 1991 - Linyphiinae - Venezuela (1 specie)
18. Disembolus, Chamberlin & Ivie, 1933 - Erigoninae - USA, Canada (24 specie)
19. Dismodicus, Simon, 1884 - Erigoninae - Regione paleartica, Francia, Italia settentrionale (6 specie)
20. Doenitzius, Oi, 1960 - Micronetinae - Corea, Giappone, Russia, Cina (2 specie)
21. Dolabritor, Millidge, 1991 - Erigoninae - Colombia (2 specie)
22. Donacochara, Simon, 1884 - Erigoninae - dall'Europa all'Asia centrale, Angola (2 specie)
23. Drapetisca, Menge, 1866 - Micronetinae - regione olartica, Oceania (5 specie)
24. Drepanotylus, Holm, 1945 - Erigoninae - Regione paleartica (Russia, Svezia, Finlandia, Mongolia, Cina, Bulgaria) (5 specie)
25. Dresconella, Denis, 1950 - Erigoninae - Francia (1 specie)
26. Dubiaranea, Mello-Leitão, 1943 - Dubiaraneinae - America meridionale, Borneo (100 specie)
27. Dumoga, Millidge e Russell-Smith, 1992 - Erigoninae - Celebes (2 specie)
28. Dunedinia, Millidge, 1988 - Linyphiinae - Nuova Zelanda, Australia (5 specie)

## E

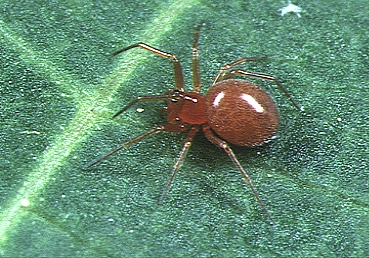
Entelecara tanikawai, femmina

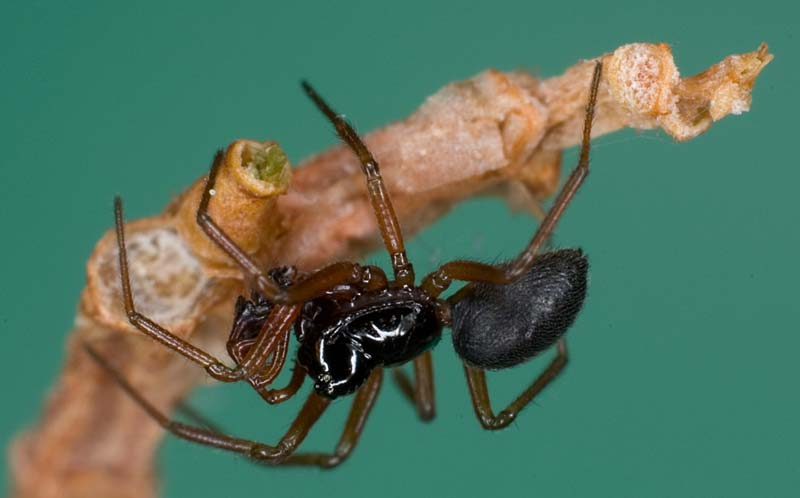
Erigone atra, maschio

1. Eborilaira, Eskov, 1989 - Erigoninae - Russia asiatica (1 specie)
2. Eldonnia, Tanasevitch, 2008 - Micronetinae - Russia, Corea, Giappone (1 specie)
3. Emenista, Simon, 1894 - Erigoninae - India (1 specie)
4. Enguterothrix, Denis, 1962 - Erigoninae - Congo, Uganda (3 specie)
5. Entelecara, Simon, 1884 - Erigoninae - regione olartica (dall'Europa al Giappone, USA e Canada; endemismi in Italia, Svezia, Francia, Ungheria e Giappone) (22 specie)
6. Eordea, Simon, 1899 - Erigoninae - Sumatra (1 specie)
7. Epibellowia, Tanasevitch, 1996 - Ipainae - Russia, Giappone (3 specie)
8. Epiceraticelus, Crosby & Bishop, 1931 - Erigoninae - USA (1 specie)
9. Epigyphantes, Saaristo e Tanasevitch, 2004 - Micronetinae - Russia (1 specie)
10. Epigytholus, Tanasevitch, 1996 - Ipainae - Russia asiatica, Mongolia (1 specie)
11. Episolder, Tanasevitch, 1996 - Micronetinae - Russia (1 specie)
12. Epiwubana, Millidge, 1991 - Erigoninae - Cile (1 specie)
13. Eridantes, Crosby e Bishop, 1933 - Erigoninae - USA, Canada (2 specie)
14. Erigomicronus Tanasevitch, 2018 - Erigoninae - Giappone, Kamciatka, Cina (2 specie)
15. Erigone, Audouin, 1826 - Erigoninae - cosmopolita (102 specie, di cui 2 endemismi in Italia)
16. Erigonella, Dahl, 1901 - Erigoninae - Regione paleartica (Canada, Mongolia, Europa) (5 specie e 1 sottospecie)
17. Erigonoploides, Eskov, 1989 - Erigoninae - Russia asiatica (1 specie)
18. Erigonoplus, Simon, 1884 - Erigoninae - Regione paleartica (Italia, Francia, Portogallo, Spagna, Russia, Turkmenistan, Iran, prevalentemente) (22 specie)
19. Erigonops, Scharff, 1990 - Erigoninae - Sudafrica (1 specie)
20. Erigophantes, Wunderlich, 1995 - Erigoninae - Borneo (1 specie)
21. Eskovia, Marusik & Saaristo, 1999 - Erigoninae - Russia, Canada, Mongolia (2 specie)
22. Eskovina, Koçak & Kemal, 2006 - Erigoninae - Russia, Cina, Corea (1 specie)
23. Esophyllas, Prentice & Redak, 2012 - Erigoninae - USA (California) (2 specie)
24. Estrandia, Blauvelt, 1936 - Linyphiinae - Regione olartica (1 specie)
25. Eulaira, Chamberlin & Ivie, 1933 - Erigoninae - USA, Messico (14 specie e 1 sottospecie)
26. Eurymorion, Millidge, in Platnick, 1993 - Linyphiinae - Brasile, Bolivia (5 specie)
27. Evansia, O. P.-Cambridge, 1900 - Erigoninae - Regione paleartica (anche Italia) (1 specie)
28. Exechopsis, Millidge, 1991 - Dubiaraneinae -  Brasile, Colombia, Ecuador, Perù (2 specie)
29. Exocora, Millidge, 1991 - Dubiaraneinae - Bolivia, Venezuela (2 specie)

## F

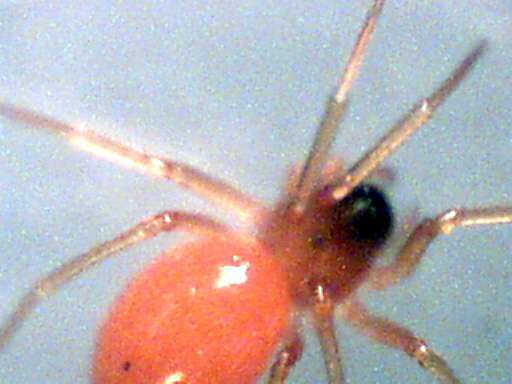
Florinda coccinea

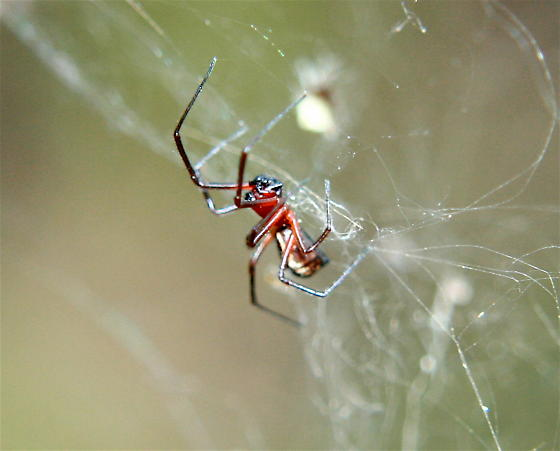
Frontinella piramitela, maschio

1. Fageiella, Kratochvíl, 1934 - Micronetinae - Europa sudorientale, Serbia (2 specie)
2. Falklandoglenes, Usher, 1983 - Mynogleninae - Isole Falkland (1 specie)
3. Fissiscapus, Millidge, 1991 - Erigoninae - Colombia, Ecuador (2 specie)
4. Fistulaphantes, Tanasevitch & Saaristo, 2006 - Micronetinae - Nepal (1 specie)
5. Flagelliphantes, Saaristo e Tanasevitch, 1996 - Micronetinae - regione paleartica, Russia (3 specie)
6. Floricomus, Crosby & Bishop, 1925 - Erigoninae - USA, Canada (13 specie)
7. Florinda, O. P.-Cambridge, 1896 - Erigoninae - USA, Messico, Indie occidentali (1 specie)
8. Floronia, Simon, 1887 - Micronetinae - Asia, Europa, Ecuador (6 specie)
9. Formiphantes, Saaristo e Tanasevitch, 1996 - Micronetinae - Europa (1 specie)
10. Frederickus, Paquin, Duperré, Buckle & Crawford, 2008 - Erigoninae - USA, Canada (2 specie)
11. Frontella, Kulczyński, 1908 - Linyphiinae - Russia asiatica (1 specie)
12. Frontinella, F. O. P.-Cambridge, 1902 - Linyphiinae - America settentrionale e centrale, Cina (9 specie e 1 sottospecie)
13. Frontinellina, van Helsdingen, 1968 - Linyphiinae - Europa, Asia, Africa meridionale (3 specie)
14. Frontiphantes, Wunderlich, 1987 - Linyphiinae - Madeira (1 specie)
15. Fusciphantes, Oi, 1960 - Linyphiinae - Giappone (8 specie)

## G

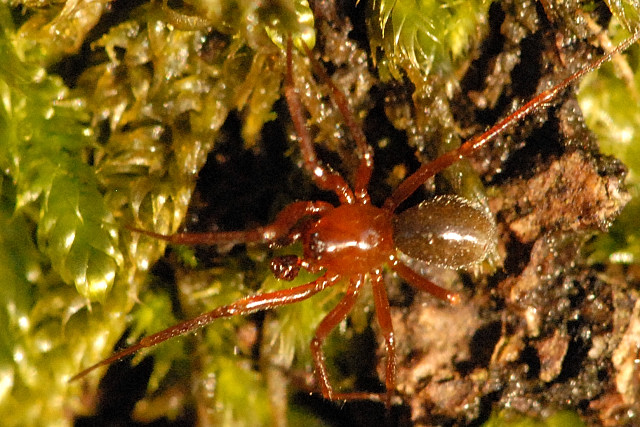
Gonatium rubens

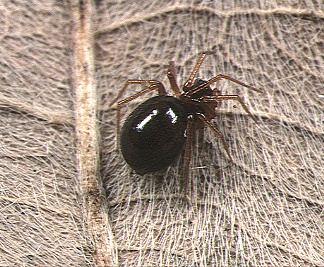
Gongylidioides onoi, femmina

1. Gibbafroneta, Merrett, 2004 - Mynogleninae - Congo (1 specie)
2. Gibothorax, Eskov, 1989 - Erigoninae - Russia asiatica (1 specie)
3. Gigapassus, Miller, 2007 - Erigoninae - Argentina (1 specie)
4. Gladiata, Zhao & Li, 2014 - Cina (1 specie)
5. Glebala, Zhao & Li, 2014 - Cina (1 specie)
6. Glomerosus, Zhao & Li, 2014 - Cina (1 specie)
7. Glyphesis, Simon, 1926 - Erigoninae - Regione olartica (Russia, USA, Canada, Ucraina, Europa) (7 specie)
8. Gnathonargus, Bishop & Crosby, 1935 - Erigoninae - USA (1 specie)
9. Gnathonarium, Karsch, 1881 - Erigoninae - Regione olartica (Giappone, Cina, Israele, Canada, Mongolia, Italia, Russia, Corea) (6 specie)
10. Gnathonaroides, Bishop e Crosby, 1938 - Erigoninae - USA, Canada (1 specie)
11. Gonatium, Menge, 1866 - Erigoninae - Regione olartica (Corea, Giappone, Italia, USA, Canada, Turchia, Algeria, Germania, Francia, Russia, Cina, Spagna, Algeria, Marocco, Romania, Bulgaria) (22 specie)
12. Gonatoraphis, Millidge, 1991 - Erigoninae - Colombia (3 specie)
13. Goneatara, Bishop e Crosby, 1935 - Erigoninae - USA (4 specie)
14. Gongylidiellum, Simon, 1884 - Erigoninae Regione olartica (India, Pakistan, Romania, Italia, Algeria, Nepal, Vietnam, USA, Turchia, Georgia) e Angola (17 specie)
15. Gongylidioides, Oi, 1960 - Erigoninae - Asia orientale (Cina, Giappone, Russia, Taiwan, Vietnam, India) (16 specie)
16. Gongylidium, Menge, 1868 - Erigoninae - Regione paleartica (Italia, Ungheria, Karakorum, Cina) (5 specie)
17. Grammonota, Emerton, 1882 - Erigoninae - America settentrionale e centrale, Colombia (40 specie)
18. Graphomoa, Chamberlin, 1924 - Linyphiinae - USA (1 specie)
19. Gravipalpus, Millidge, 1991 - Erigoninae - Brasile, Perù, Argentina (3 specie)

## H

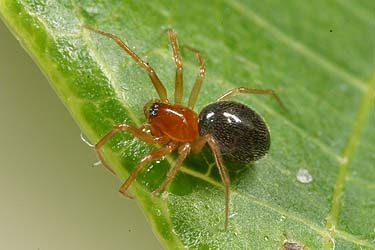
Hylyphantes tanikawai, femmina

1. Habreuresis, Millidge, 1991 - Erigoninae - Cile (2 specie)
2. Halorates, Hull, 1911 - Erigoninae - Europa, Russia, Cina, Pakistan (3 specie)[7]
3. Haplinis, Simon, 1894 - Mynogleninae - Nuova Zelanda, Tasmania, isole Chatham (39 specie)
4. Haplomaro, Miller, 1970 - Erigoninae - Angola (1 specie)
5. Helophora, Menge, 1866 - Micronetinae - regione olartica (5 specie)
6. Helsdingenia, Saaristo & Tanasevitch, 2003 - Micronetinae - Africa, isole Comore, Asia meridionale, Asia sudorientale (4 specie)
7. Herbiphantes, Tanasevitch, 1992 - Micronetinae - Russia, Corea, Giappone (3 specie)
8. Heterolinyphia, Wunderlich, 1973 - Linyphiinae - Nepal, Bhutan, Kashmir (2 specie)
9. Heterotrichoncus, Wunderlich, 1970 - Erigoninae - Austria, Repubblica Ceca, Slovacchia (1 specie)
10. Hilaira, Simon, 1884 - Erigoninae - Regione olartica, presente in Italia (23 specie)
11. Himalaphantes, Tanasevitch, 1992 - Micronetinae - Asia meridionale e orientale, Russia (4 specie)
12. Holma, Locket, 1974 - Erigoninae - Angola (1 specie)
13. Holmelgonia, Jocqué & Scharff, 2007 - Erigoninae[8] - Tanzania, Congo, Camerun, Angola, Uganda, Kenya, Malawi (14 specie)
14. Holminaria, Eskov, 1991 - Erigoninae - Russia, Mongolia, Cina (3 specie)
15. Horcotes, Crosby & Bishop, 1933 - Erigoninae - USA, Finlandia, Russia, Canada (3 specie)
16. Houshenzinus, Tanasevitch, 2006 - Erigoninae - Cina (Shaanxi) (1 specie)
17. Hubertella, Platnick, 1989 - Erigoninae - Nepal (2 specie)
18. Hybauchenidium, Holm, 1973 - Erigoninae - Russia, Canada, Finlandia, Alaska, Stati Uniti, Groenlandia (4 specie)
19. Hybocoptus, Simon, 1884 - Erigoninae - Europa (soprattutto Francia), Algeria (3 specie)
20. Hylyphantes, Simon, 1884 - Erigoninae - Regione paleartica (Europa, Cina, Ryukyu) e Myanmar (6 specie)
21. Hyperafroneta, Blest, 1979 - Mynogleninae - Nuova Zelanda (1 specie)
22. Hypomma, Dahl, 1886 - Erigoninae - Regione paleartica, USA, Nuova Caledonia, Bioko (10 specie)
23. Hypselistes, Simon, 1894 - Erigoninae - Regione olartica (Giappone, Russia, USA, Cina, Svezia, Repubblica Ceca) (10 specie)
24. Hypselocara, Millidge, 1991 - Erigoninae - Venezuela (1 specie)
25. Hypsocephalus, Millidge, 1977 - Erigoninae - Europa (Francia, Corsica, Svizzera, Italia), Ucraina (4 specie)

## I
1. Ibadana, Locket & Russell-Smith, 1980 - Erigoninae - Nigeria, Camerun (1 specie)
2. Iberoneta, Deeleman-Reinhold, 1984 - Erigoninae - Spagna (Andalusia) (1 specie)
3. Icariella, Brignoli, 1979 - Erigoninae - Grecia (1 specie)
4. Idionella, Banks, 1893 - Erigoninae - USA, Messico (8 specie e 1 sottospecie)[9]
5. Improphantes, Saaristo & Tanasevitch, 1996 - Micronetinae - Europa, Asia, America settentrionale, Africa (18 specie)
6. Incestophantes, Tanasevitch, 1992 - Micronetinae - regione olartica (America settentrionale, Europa centrale, Russia, prevalentemente) (22 specie)
7. Indophantes, Saaristo e Tanasevitch, 2003 - Micronetinae - Asia (Borneo, Nepal, Pakistan, India, Sumatra, Cina) (12 specie)
8. Intecymbium, Miller, 2007 - Erigoninae - Cile, Argentina (1 specie)
9. Ipa, Saaristo, 2007 - Ipainae - Regione paleartica, Turkmenistan, Kazakistan, Mongolia, Turchia, Europa, Russia (4 specie)
10. Ipaoides, Tanasevitch, 2008 - Ipainae - Cina (Yunnan) (1 specie)
11. Islandiana, Braendegaard, 1932 - Erigoninae - Regione olartica (USA, Canada, Russia, Alaska, Islanda, Groenlandia) (14 specie)
12. Ivielum, Eskov, 1988 - Erigoninae - Russia, Mongolia, Canada (1 specie)

## J
1. Jacksonella, Millidge, 1951 - Erigoninae - Europa, Corea, Cipro, isola di Samo (3 specie)
2. Jalapyphantes, Gertsch & Davis, 1946 - Linyphiinae - Messico, Ecuador (4 specie)
3. Janetschekia, Schenkel, 1939 - Erigoninae - Europa (Svizzera, Germania, Austria, Italia), Asia centrale (2 specie)
4. Javagone Tanasevitch, 2020 - Erigoninae - Giava (1 specie)
5. Javanaria Tanasevitch, 2020 - Erigoninae - Giava (1 specie)
6. Javanyphia Tanasevitch, 2020 - Erigoninae - Giava (1 specie)
7. Johorea, Locket, 1982 - Erigoninae - Malesia (1 specie)
8. Juanfernandezia, Koçak & Kemal, 2008 - Dubiaraneinae -  Isole Juan Fernandez (1 specie)

## K
1. Kaestneria, Wiehle, 1956 - Linyphiinae - Regione olartica e Asia sudorientale (7 specie)
2. Kagurargus, Ono, 2007 - Micronetinae - Giappone (1 specie)
3. Kalimagone, Tanasevitch, 2017 - Borneo (2 specie)
4. Karita, Tanasevitch, 2007 - Erigoninae - Irlanda, Belgio, Gran Bretagna, Germania, Russia (1 specie)
5. Kenocymbium, Millidge & Russell-Smith, 1992 - Linyphiinae - Sumatra, Thailandia (2 specie)
6. Ketambea, Millidge e Russell-Smith, 1992 - Linyphiinae - Giava, Sumatra (3 specie)
7. Kikimora, Eskov, 1988 - Erigoninae - Finlandia, Russia (1 specie)
8. Knischatiria, Wunderlich, 1976 - Linyphiinae - Sumatra, Malesia, Queensland (3 specie)
9. Koinothrix, Jocqué, 1981 - Linyphiinae - Isole Capo Verde (1 specie)
10. Kolymocyba, Eskov, 1989 - Erigoninae - Russia (Siberia nordorientale) (1 specie)
11. Kratochviliella, Miller, 1938 - Erigoninae - Europa (1 specie)

## L

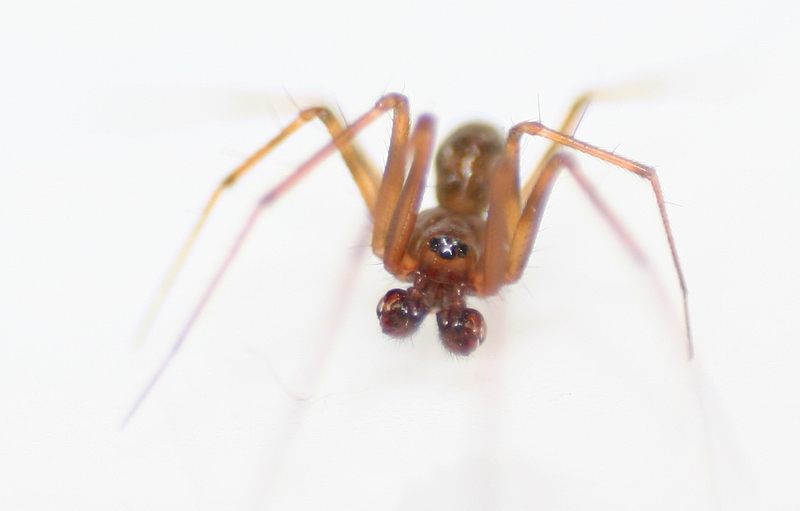
Lepthyphantes leprosus, primo piano dei cheliceri

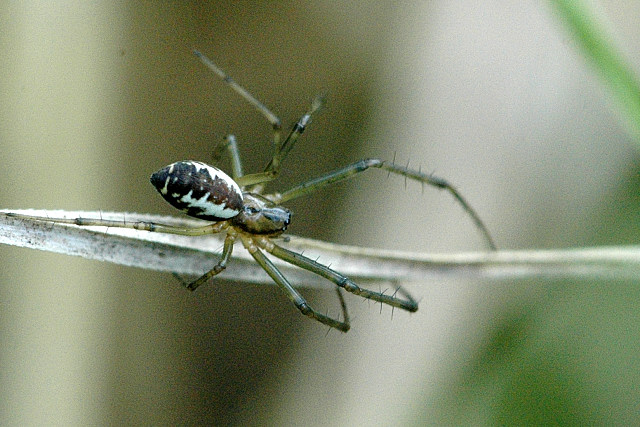
Linyphia triangularis - maschio

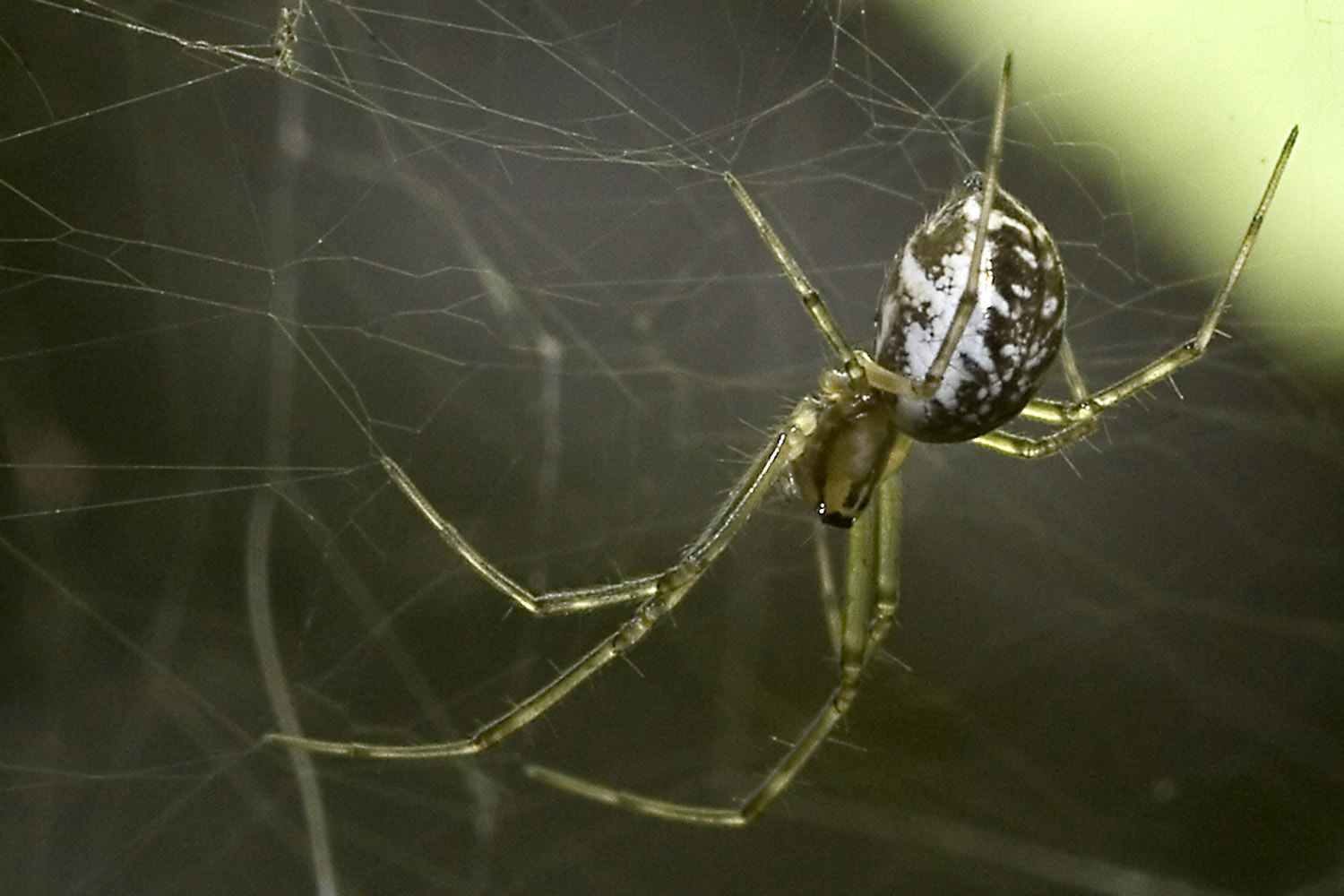
Linyphia sp.

1. Labicymbium, Millidge, 1991 - Erigoninae - America meridionale (Colombia, Brasile, Ecuador, Venezuela, Perù) (20 specie)
2. Labulla, Simon, 1884 - Linyphiinae - Europa (Francia, Spagna, Portogallo prevalentemente), Russia, India (4 specie)
3. Labullinyphia, van Helsdingen, 1985 - Linyphiinae - Sri Lanka (1 specie)
4. Labullula, Strand, 1913 - Micronetinae - Africa centrale, Camerun, Angola, Isole Comore (1 specie)
5. Laetesia, Simon, 1908 - Linyphiinae - Nuova Zelanda, Australia, Nuove Ebridi, isole Auckland, Thailandia (24 specie)
6. Lamellasia, Tanasevitch, 2014 - Thailandia (1 specie)
7. Laminacauda, Millidge, 1985 - Erigoninae - America meridionale (41 specie)
8. Laminafroneta, Merrett, 2004 - Mynogleninae - Africa centrale (Congo, Kenya, Tanzania, Ruanda, Etiopia) (3 specie)
9. Laogone, Tanasevitch, 2014 - Cina, Laos (3 specie)
10. Laperousea, Dalmas, 1917 - Linyphiinae - Australia, Nuova Zelanda, Tasmania (2 specie)
11. Lasiargus, Kulczynski, 1894 - Erigoninae - Regione paleartica (prevalentemente Russia e Mongolia) (4 specie)
12. Lepthyphantes, Menge, 1866 - Micronetinae - regione olartica (166 specie e due sottospecie)
13. Leptorhoptrum, Kulczynski, 1984 - Erigoninae - Regione olartica (1 specie)
14. Leptothrix, Menge, 1869 - Erigoninae - Regione paleartica (1 specie)
15. Lessertia, Smith, 1908 - Erigoninae - Regione olartica (Europa, Marocco, Algeria, Canada, isole Canarie, Madeira, Nuova Zelanda) (2 specie)
16. Lessertinella, Denis, 1947 - Erigoninae - Europa (Italia, Germania, Austria, Slovacchia, Romania, Svizzera) (2 specie)
17. Lidia, Saaristo & Marusik, 2004 - Micronetinae - Kazakistan, Kirghizistan (2 specie)
18. Limoneta, Bosmans & Jocqué, 1983 - Linyphiinae - Kenya, Sudafrica, Camerun (2 specie)
19. Linyphantes, Chamberlin & Ivie, 1942 - Linyphiinae - USA, Canada, Messico (19 specie e 1 sottospecie)
20. Linyphia, Latreille, 1804 - Linyphiinae - cosmopolita (81 specie e 1 sottospecie)
21. Locketidium, Jocqué, 1981 - Micronetinae - Kenya, Malawi, Tanzania (3 specie)
22. Locketiella, Millidge & Russell-Smith, 1992 - Erigoninae - Asia sudorientale (Borneo, Krakatoa) (2 specie)
23. Locketina, Koçak & Kemal, 2006 - Erigoninae - Asia sudorientale (Borneo, Malesia) (3 specie)
24. Lomaita, Bryant, 1948 - Dubiaraneinae[10] - Hispaniola (1 specie)
25. Lophomma, Menge, 1868 - Erigoninae - Regione olartica (USA, Russia, Europa, Alaska) (3 specie)
26. Lotusiphantes, Chen & Yin, 2001 - Micronetinae - Cina (Hunan) (1 specie)
27. Lucrinus, O. P.-Cambridge, 1903 - Erigoninae - Sudafrica (1 specie)
28. Lygarina, Simon, 1894 - Erigoninae - America meridionale (Brasile, Perù, Argentina, Venezuela) (5 specie)

## M

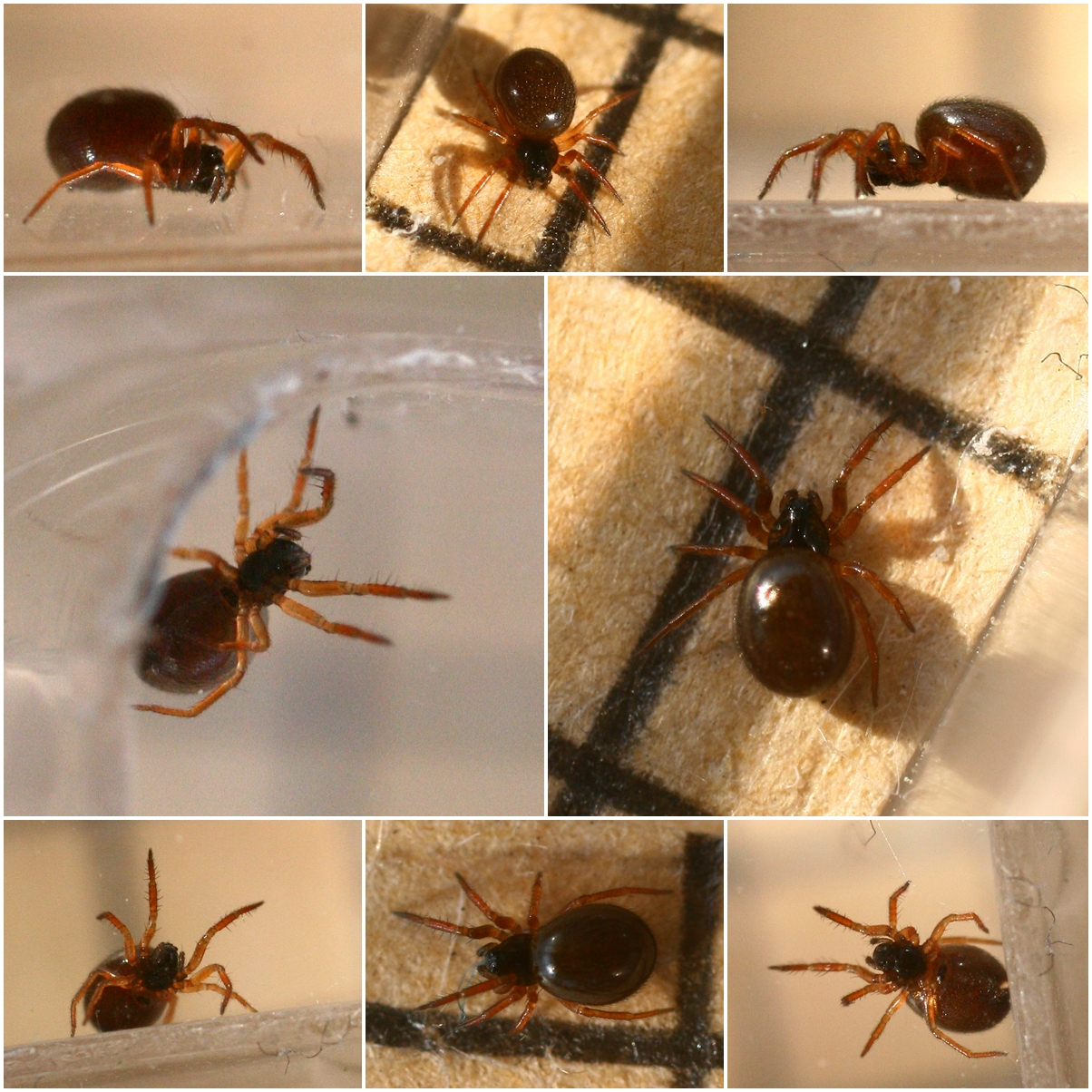
Maso sundevalli, collage di immagini

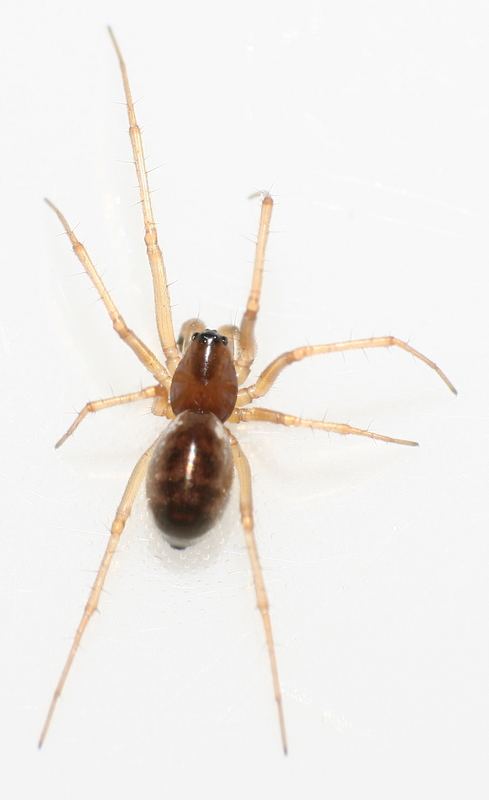
Microlinyphia pusilla

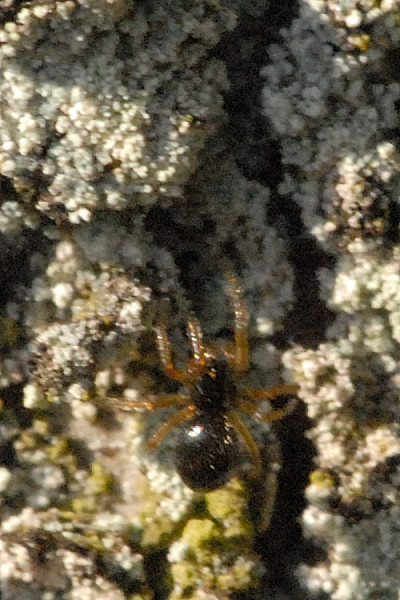
Moebelia penicillata

1. Machadocara, Miller, 1970 - Erigoninae - Congo, Zambia (2 specie)
2. Macrargus, Dahl, 1886 - Micronetinae - Regione olartica (Europa, Russia, Cina, Ucraina, Bielorussia, America settentrionale) (7 specie)
3. Maculoncus, Wunderlich, 1995 - Erigoninae - Grecia, Taiwan (2 specie)
4. Malkinola, Millidge, 1991 - Dubiaraneinae -  Isole Juan Fernandez (1 specie)
5. Mansuphantes, Saaristo e Tanasevitch, 1996 - Micronetinae - regione paleartica (13 specie)
6. Maorineta, Millidge, 1988 - Micronetinae - Oceania (Nuova Zelanda, Isole Marshall, Isole Caroline, Isole Cook) e Indonesia (Celebes) (9 specie)
7. Maro, O. P.-Cambridge, 1906 - Micronetinae - regione olartica (Russia, Europa, USA, Mongolia, Giappone, Canada) (16 specie)
8. Martensinus, Wunderlich, 1973 - Micronetinae - Nepal (2 specie)
9. Masikia, Millidge, 1984 - Erigoninae - Regione olartica (Russia, USA, Canada) (2 specie)
10. Maso, Simon, 1884 - Erigoninae - Regione olartica, Asia sudorientale (Krakatoa) (7 specie)
11. Masoncus, Chamberlin, 1948 - Erigoninae - America settentrionale (USA, Canada) (4 specie)
12. Masonetta, Chamberlin e Ivie, 1939 - Erigoninae - USA (Florida e Georgia) (1 specie)
13. Mecopisthes, Simon, 1926 - Erigoninae - Regione paleartica (dall'Europa al Turkmenistan) (18 specie)
14. Mecynargoides, Eskov, 1988 - Erigoninae - Russia, Mongolia (1 specie)
15. Mecynargus, Kulczynski, 1894 - Erigoninae - Regione olartica (Europa, Russia, Canada, Kirghizistan, Cina) (14 specie)
16. Mecynidis, Simon, 1894 - Erigoninae - Africa centrale e meridionale (Tanzania, Kenya, Angola, Sudafrica) (8 specie)
17. Megafroneta, Blest, 1979 - Mynogleninae - Nuova Zelanda (3 specie)
18. Megalepthyphantes, Wunderlich, 1994 - Micronetinae - regione olartica (15 specie)
19. Mermessus, O. P.-Cambridge, 1899 - Erigoninae - Regione olartica e America centro-meridionale, in Europa risulta introdotto (81 specie)
20. Mesasigone, Tanasevitch, 1989 - Micronetinae - Russia, Iran, dal Kazakistan alla Cina (1 specie)
21. Metafroneta, Blest, 1979 - Mynogleninae - Nuova Zelanda (3 specie)
22. Metaleptyphantes, Locket, 1968 - Ipainae - Africa centrale (Camerun, Uganda, Tanzania, Nigeria, Congo, Gabon, Angola, Kenya, Sudafrica, Isole Comore) e Giava (17 specie)
23. Metamynoglenes, Blest, 1979 - Mynogleninae - Nuova Zelanda (8 specie)
24. Metapanamomops, Millidge, 1977 - Erigoninae - dalla Germania all'Ucraina (1 specie)
25. Metopobactrus, Simon, 1884 - Erigoninae - Regione olartica (Italia, Svizzera, Francia, Ungheria, Austria, Bulgaria, USA, Russia) (10 specie)
26. Micrargus, Dahl, 1884 - Erigoninae - Regione olartica (Europa, Giappone, USA, Canada, Isole Canarie) (17 specie)
27. Microbathyphantes, van Helsdingen, 1985 - Linyphiinae - Asia orientale (Cina), Asia sudorientale (Vietnam, Sri Lanka, Myanmar), Africa (Nigeria, Camerun) e Oceania (Polinesia, isole Seychelles) (5 specie)
28. Microctenonyx, Dahl, 1886 - Erigoninae - Regione olartica e Nigeria (4 specie)
29. Microcyba, Holm, 1962 - Erigoninae - Africa centrale (Uganda, Congo, Kenya, Tanzania, Gabon, Camerun) (18 specie)
30. Microlinyphia, Gerhardt, 1928 - Linyphiinae - America settentrionale, Africa, Europa, Asia (11 specie e due sottospecie)
31. Microneta, Menge, 1869 - Micronetinae - Europa, America, Asia, Oceania (15 specie)
32. Microplanus, Millidge, 1991 - Erigoninae - America centromeridionale (Colombia, Panama) (2 specie)
33. Midia, Saaristo e Wunderlich, 1995 - Micronetinae - Europa (Inghilterra, Francia, Danimarca, Repubblica Ceca, Polonia e Romania) (1 specie)
34. Miftengris, Eskov, 1993 - Erigoninae - Russia (Sakhalin) (1 specie)
35. Millidgea, Locket, 1968 - Linyphiinae - Angola (3 specie)
36. Millidgella, Kammerer, 2006 - Erigoninae - Cile, Argentina (1 specie)
37. Minicia, Thorell, 1875 - Erigoninae - Regione paleartica (Europa, Russia, Kazakistan, Georgia, Azerbaigian, Kashmir, Isole Canarie) (12 specie e 1 sottospecie)
38. Minyriolus, Simon, 1884 - Erigoninae - Regione paleartica, Europa, Italia (3 specie)
39. Mioxena, Simon, 1926 - Erigoninae - Europa, Russia, Africa centrale (Congo, Kenya, Angola) (3 specie)
40. Mitrager, van Helsdingen, 1985 - Erigoninae - Giava (1 specie)
41. Moebelia, Dahl, 1886 - Erigoninae - Regione paleartica (Germania, Cina e altre) (3 specie)
42. Moebelotinus, Wunderlich, 1995 - Erigoninae - Russia, Mongolia (1 specie)
43. Molestia, Tu, Saaristo & Li, 2006 - Micronetinae - Cina (1 specie)
44. Monocephalus, Smith, 1906 - Erigoninae - Europa (presente in Italia) (2 specie)
45. Monocerellus, Tanasevitch, 1983 - Erigoninae - Russia (Urali settentrionali) (1 specie)
46. Montilaira, Chamberlin, 1921 - Erigoninae[11] - USA (1 specie)
47. Moreiraxena, Miller, 1970 - Linyphiinae - Angola (1 specie)
48. Moyosi, Miller, 2007 - Erigoninae - Argentina, Brasile, Guyana (3 specie)
49. Mughiphantes, Saaristo e Tanasevitch, 1999 - Micronetinae - regione paleartica (Nepal, Europa centrale, Cina, Afghanistan, Russia) (60 specie)
50. Murphydium, Jocqué, 1996 - Erigoninae - Africa orientale (Kenya, Somalia) (1 specie)
51. Mycula, Schikora, 1994 - Erigoninae - Italia, Austria, Germania (1 specie)
52. Myrmecomelix, Millidge, 1993 - Erigoninae - America meridionale (Perù, Ecuador) (2 specie)
53. Mythoplastoides, Crosby & Bishop, 1933 - Erigoninae[12] - USA (2 specie)

## N

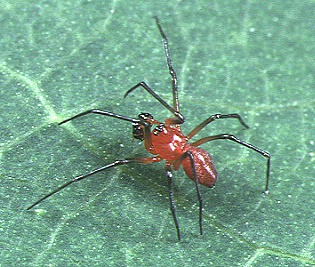
Nematogmus sanguinolentus

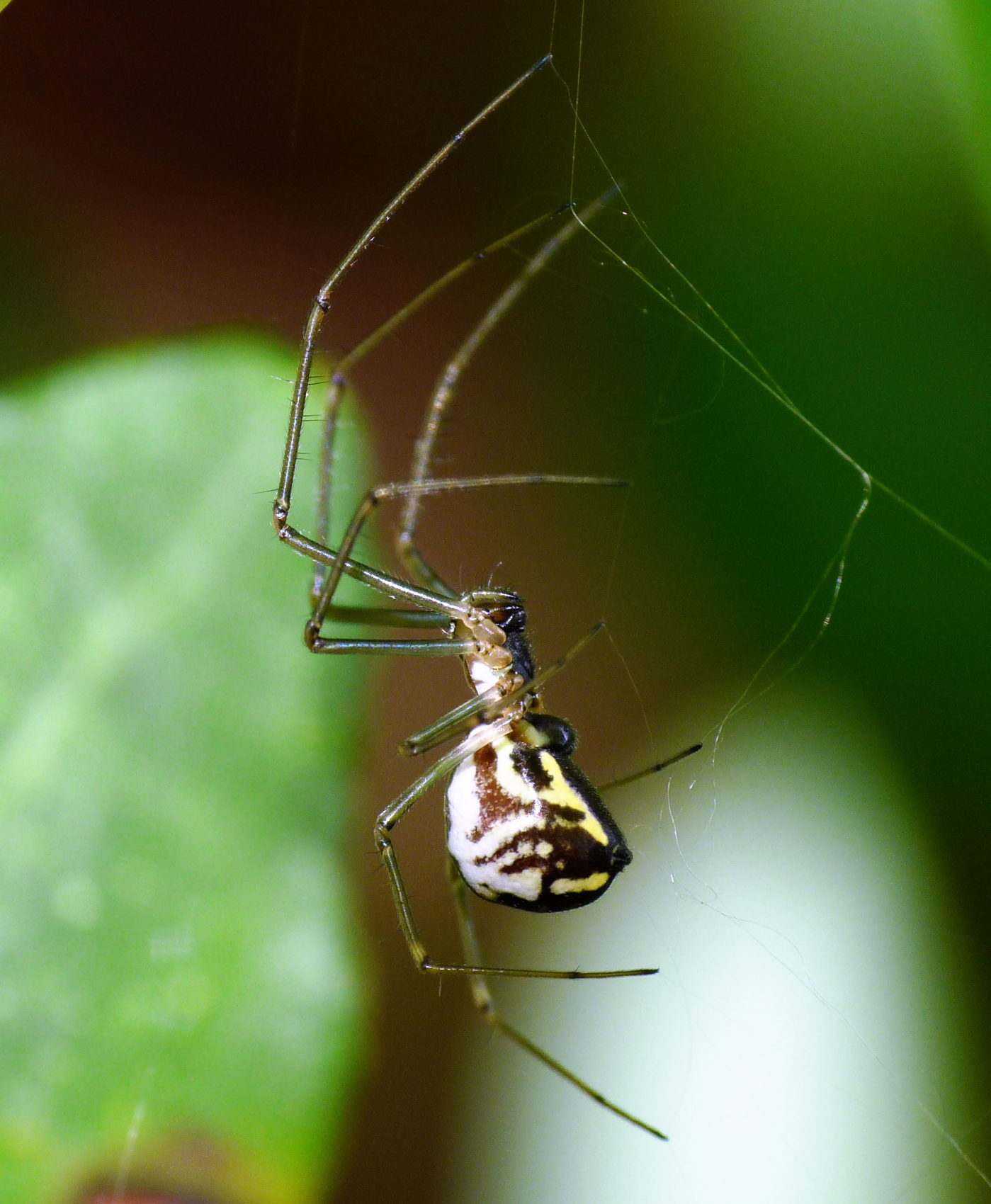
Neriene radiata, femmina, Toscana

1. Napometa, Benoit, 1977 - Linyphiinae - Isola di Sant'Elena (2 specie)
2. Nasoona, Locket, 1982 - Erigoninae - Asia sudorientale (Malaysia, Singapore, Vietnam, Myanmar, Indonesia), Asia orientale (Cina), America meridionale (Venezuela) (7 specie)
3. Nasoonaria, Wunderlich, 1995 - Erigoninae - Cina (Yunnan) (1 specie)
4. Nematogmus, Simon, 1884 - Erigoninae - Regione paleartica e Asia sudorientale (Cina, Giappone, dallo Sri Lanka alla Malesia, Krakatoa) (8 specie)
5. Nenilinium, Eskov, 1988 - Erigoninae - Russia, Mongolia (2 specie)
6. Nentwigia, Millidge, 1995 - Linyphiinae - Thailandia, Krakatoa (1 specie)
7. Neocautinella, Baert, 1990 - Erigoninae - America meridionale (Ecuador, Perù, Bolivia, isole Galapagos) (1 specie)
8. Neodietrichia, Özdikmen, 2008 - Erigoninae - USA, Canada (1 specie)
9. Neoeburnella, Koçak, 1986 - Erigoninae - Costa d'Avorio (1 specie)
10. Neomaso, Forster, 1970 - Erigoninae - America meridionale (Cile, Argentina, Brasile, Isole Falkland, Isole Kerguelen, Georgia australe) (21 specie)
11. Neonesiotes, Millidge, 1991 - Micronetinae - Oceania (Isole Caroline, Isole Marshall, Isole Samoa, Isole Figi) e Oceano Indiano (Isole Seychelles) (2 specie)
12. Neriene, Blackwall, 1833 - Linyphiinae - Asia, Europa, Africa e America settentrionale (55 specie)
13. Neserigone, Eskov, 1992 - Erigoninae - Giappone, Russia (3 specie)
14. Nesioneta, Millidge, 1991 - Micronetinae - Oceania (Isole Caroline, Isole Figi, Isole Marshall), Asia meridionale (Sri Lanka, Celebes, Vietnam), Isole Seychelles, Emirati Arabi Uniti (8 specie)
15. Nippononeta, Eskov, 1992 - Micronetinae - Asia orientale (Giappone, Russia, Corea, Mongolia, Cina) (22 specie)
16. Nipponotusukuru, Saito & Ono, 2001 - Erigoninae - Giappone (2 specie)
17. Nispa, Eskov, 1993 - Erigoninae - Russia, Giappone (1 specie)
18. Notholepthyphantes, Millidge, 1985 - Dubiaraneinae -  Cile (2 specie)
19. Nothophantes, Merrett e Stevens, 1995 - Micronetinae - Inghilterra (1 specie)
20. Notiogyne, Tanasevitch, 2007 - Erigoninae - Russia orientale (1 specie)
21. Notiohyphantes, Millidge, 1985 - Dubiaraneinae - dal Messico al Perù, Cile, Isole Galapagos, Brasile (3 specie)
22. Notiomaso, Banks, 1914 - Erigoninae - America meridionale (Georgia australe, Cile, Argentina, Isole Falkland) (6 specie)
23. Notioscopus, Simon, 1884 - Erigoninae - Regione paleartica (Europa, Russia, Cina, Mongolia e isole Sakhalin), Sudafrica (3 specie)
24. Notolinga, Lavery & Dupérré, 2019 - Argentina, Isole Falkland (1 specie)
25. Novafroneta, Blest, 1979 - Mynogleninae - Nuova Zelanda (6 specie)
26. Novafrontina, Millidge, 1991 - Linyphiinae - America meridionale e centrale (3 specie)
27. Novalaetesia, Millidge, 1988 - Mynogleninae - Nuova Zelanda (2 specie)
28. Nusoncus, Wunderlich, 2008 - Erigoninae - Europa (1 specie)

## O

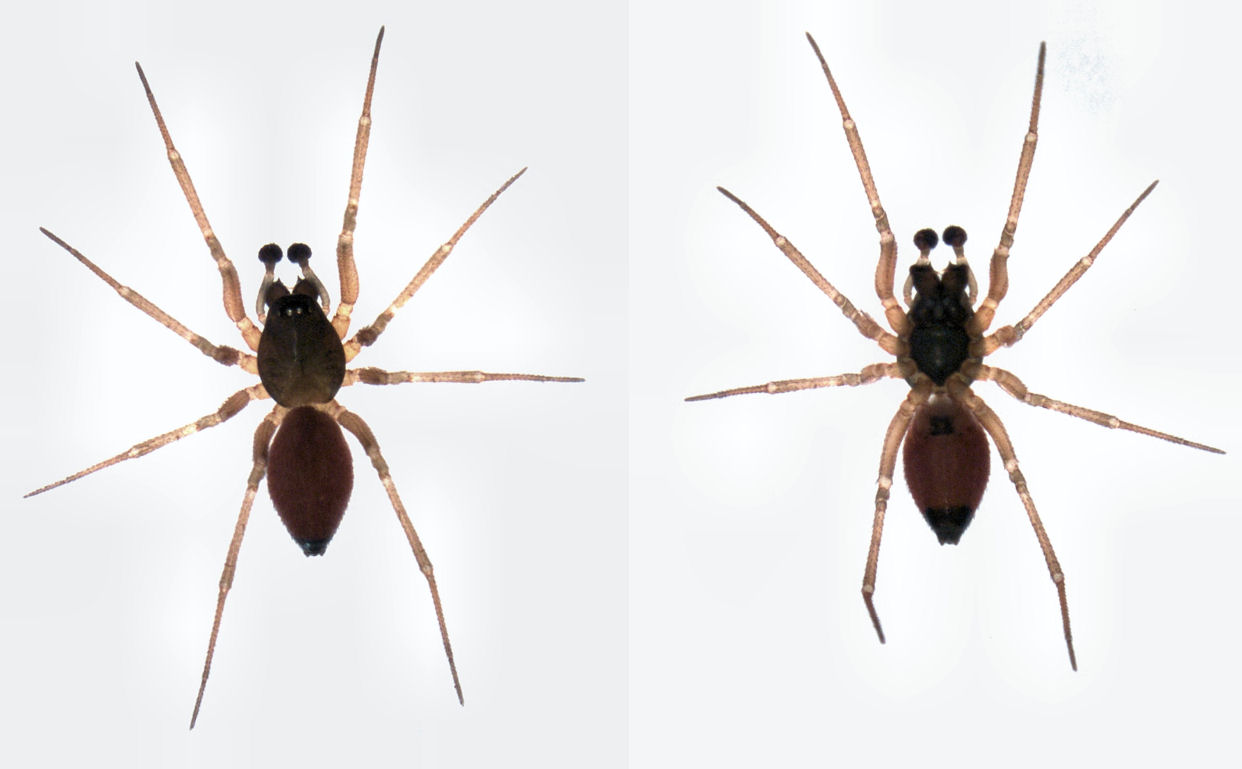
Ostearius melanopygius, maschio

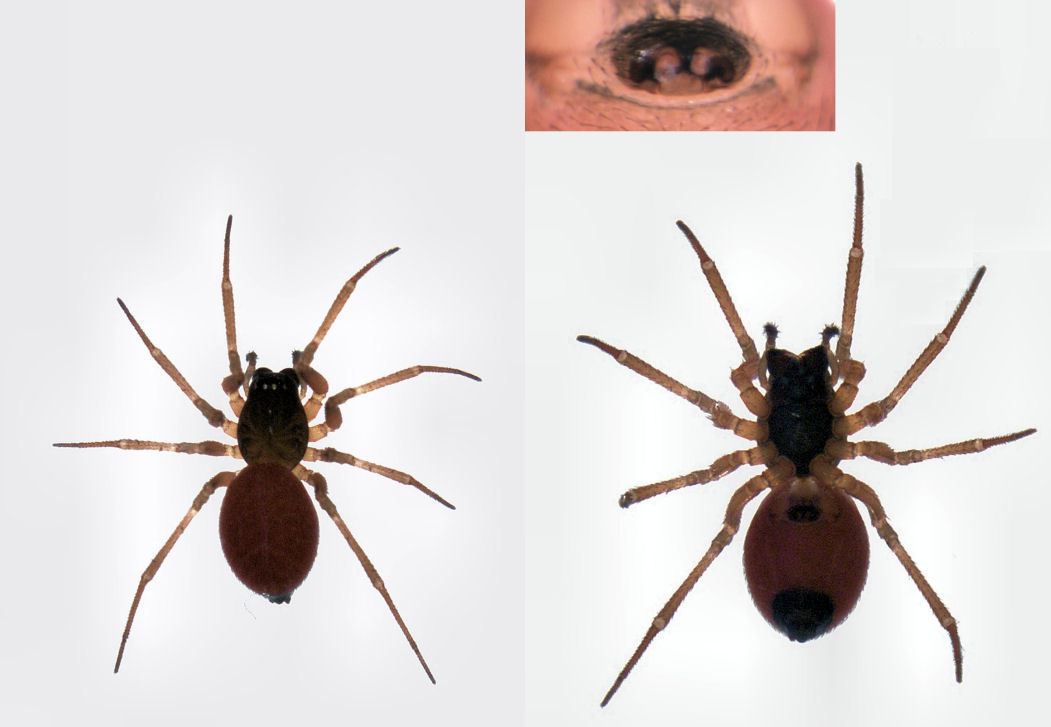
Ostearius melanopygius, femmina, nel riquadro, particolare dell'epigino

1. Oaphantes, Chamberlin & Ivie, 1943 - Linyphiinae - USA (california) (1 specie)
2. Obrimona, Strand, 1934 - Erigoninae - Sri Lanka (1 specie)
3. Obscuriphantes, Saaristo & Tanasevitch, 2000 - Micronetinae - Regione paleartica (3 specie e 1 sottospecie)
4. Oculocornia, Oliger, 1985 - Erigoninae - Russia orientale (1 specie)
5. Oedothorax, Bertkau, 1883 - Erigoninae - regione olartica e Africa subtropicale (64 specie)
6. Oia, Wunderlich, 1973 - Erigoninae - Asia (Nepal, Russia, Giappone, India, Taiwan, Corea, Cina) (3 specie)
7. Oilinyphia, Ono e Saito, 1989 - Linyphiinae - Isole Ryukyu, Thailandia (2 specie)
8. Okhotigone, Eskov, 1993 - Erigoninae - Russia, Cina, Giappone (1 specie)
9. Onychembolus, Millidge, 1985 - Erigoninae - Cile, Argentina (2 specie)
10. Ophrynia, Jocqué, 1981 - Linyphiinae - Africa centrale (Tanzania, Camerun, Malawi) (12 specie, 1 sottospecie)
11. Oreocyba, Holm, 1962 - Erigoninae - Uganda, Kenya (2 specie)
12. Oreoneta, Kulczyński, 1894 - Erigoninae - Regione olartica (Russia, Europa, Canada, Alaska, USA, Mongolia, Kazakistan) (30 specie)
13. Oreonetides, Strand, 1901 - Micronetinae - regione olartica (Russia, Europa centrale, America settentrionale) (17 specie)
14. Oreophantes, Eskov, 1984 - Micronetinae - USA, Canada (1 specie)
15. Orfeo, Miller, 2007 - Erigoninae - Brasile (2 specie)
16. Origanates, Crosby & Bishop, 1933 - Erigoninae - USA (1 specie)
17. Orsonwelles, Hormiga, 2002 - Linyphiinae - isole Hawaii (13 specie)
18. Oryphantes, Hull, 1932 - Micronetinae - Regione olartica (5 specie)
19. Ostearius, Hull, 1911 - Erigoninae - cosmopolita (2 specie)
20. Ouedia, Bosmans & Abrous, 1992 - Erigoninae - Francia, Algeria, Italia, Corsica, Portogallo e Tunisia (1 specie)

## P

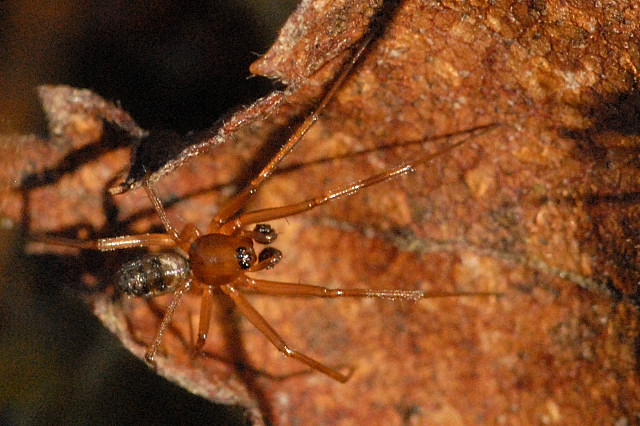
Palliduphantes ericaeus

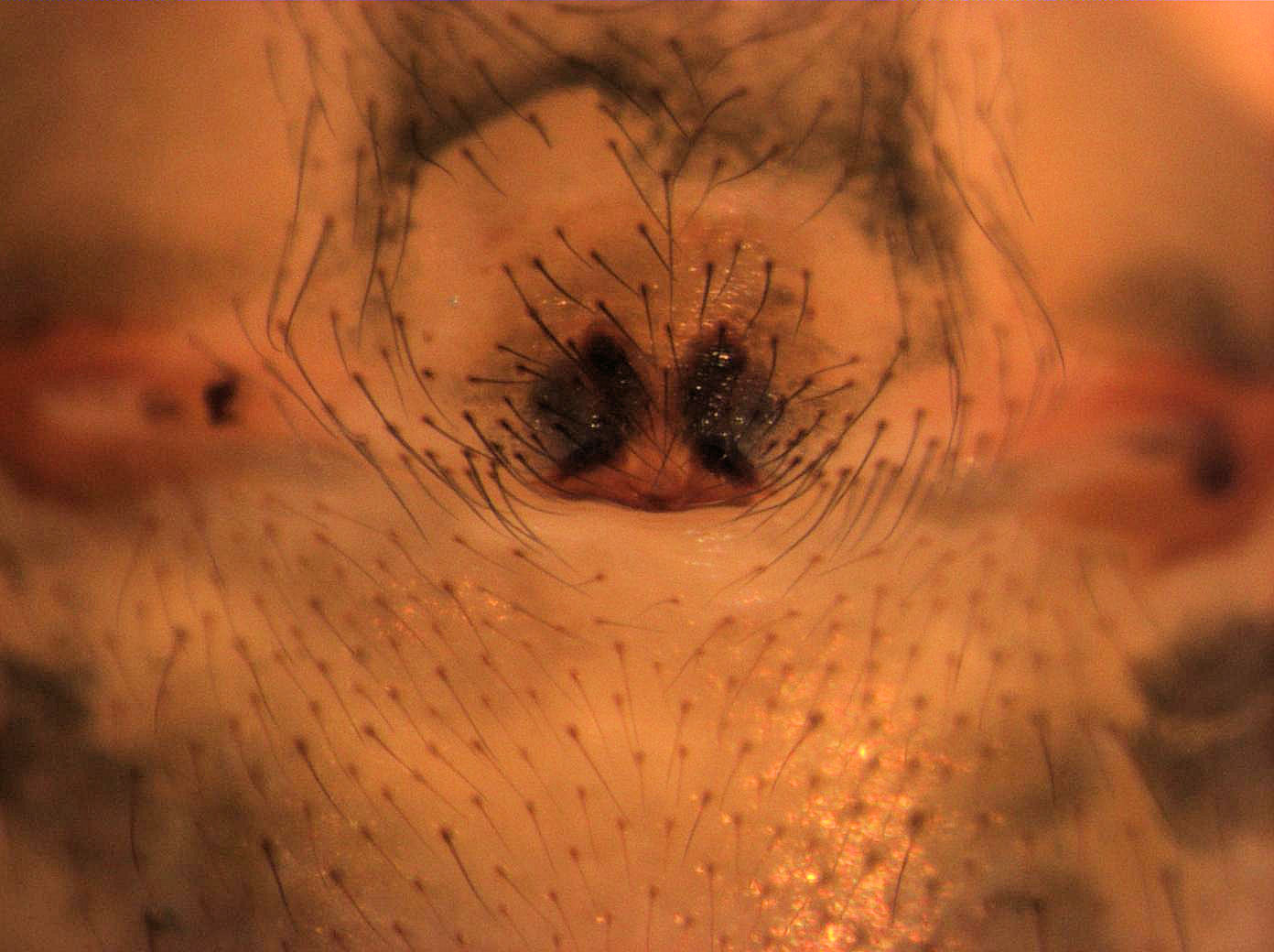
Parafroneta marrineri, femmina, epigino

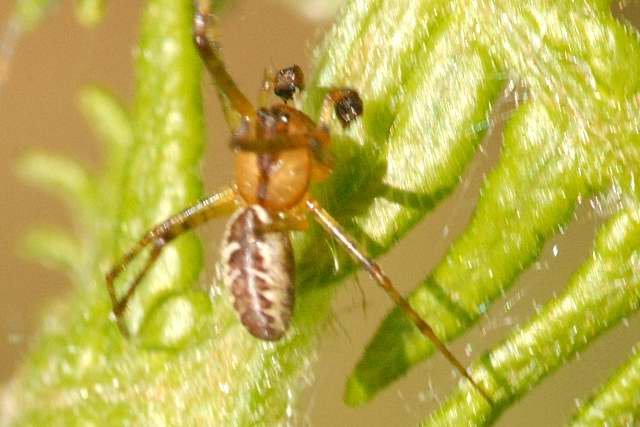
Pityohyphantes phrygianus

1. Pachydelphus, Jocqué & Bosmans, 1983 - Erigoninae - Africa centrale (Gabon, Costa d'Avorio, Sierra Leone) (4 specie)
2. Pacifiphantes, Eskov e Marusik, 1994 - Linyphiinae - Regione olartica (Russia, USA, Cina, Canada) (2 specie)
3. Pahangone, Tanasevitch, 2018 - Erigoninae - Malaysia (1 specie)
4. Paikiniana, Eskov, 1992 - Erigoninae - Asia orientale (Giappone, Corea, Cina) (7 specie)
5. Palaeohyphantes, Millidge, 1984 - Linyphiinae - Nuovo Galles del Sud (1 specie)
6. Palliduphantes, Saaristo & Tanasevitch, 2001 - Micronetinae - regione paleartica (57 specie)
7. Panamomops, Simon, 1884 - Erigoninae - Regione paleartica, di prevalenza in Europa (14 specie)
8. Paracornicularia, Crosby & Bishop, 1931 - Erigoninae - USA (1 specie)
9. Paracymboides, Tanasevitch, 2011 - Erigoninae - India (2 specie)
10. Paraeboria, Eskov, 1990 - Erigoninae - Russia asiatica (1 specie)
11. Parafroneta, Blest, 1979 - Mynogleninae - Nuova Zelanda, isole Campbell (14 specie)
12. Paraglyphesis, Eskov, 1991 - Erigoninae - Russia asiatica (3 specie)
13. Paragongylidiellum, Wunderlich, 1973 - Erigoninae - India, Nepal (1 specie)
14. Paraletes, Millidge, 1991 - Erigoninae - Perù, Brasile (2 specie)
15. Parameioneta, Locket, 1982 - Micronetinae - Asia orientale (Cina, Vietnam) e sudorientale (Malesia) (2 specie)
16. Parapelecopsis, Wunderlich, 1991 - Erigoninae - Regione paleartica (Europa, Russia, Madera) (4 specie)
17. Parasisis, Eskov, 1984 - Erigoninae - Russia asiatica, Cina, Giappone (1 specie)
18. Paratapinocyba, Saito, 1986 - Erigoninae - Giappone (2 specie)
19. Paratmeticus, Marusik & Koponen, 2010 - Erigoninae - Russia asiatica (Kamcatka e Sakhalin), Giappone (1 specie)
20. Parawubanoides, Eskov e Marusik, 1992 - Micronetinae - Russia asiatica, Mongolia (1 specie)
21. Parbatthorax, Tanasevitch, 2019 - Erigoninae - Nepal, Cina (2 specie)
22. Parhypomma, Eskov, 1992 - Erigoninae - Giappone (1 specie)
23. Paro, Berland, 1942 - Mynogleninae - Rapa (Polinesia francese) (1 specie)
24. Parvunaria, Tanasevitch, 2018 - Erigoninae - Myanmar (1 specie)
25. Patagoneta, Millidge, 1985 - Dubiaraneinae -  Cile (1 specie)
26. Pecado, Hormiga & Scharff, 2005 - Linyphiinae - Spagna, Marocco, Algeria (1 specie)
27. Pelecopsidis, Bishop & Crosby, 1935 - Erigoninae - USA (1 specie)
28. Pelecopsis, Simon, 1864[13] - Regione olartica, Africa (83 specie e quattro sottospecie)
29. Peponocranium, Simon, 1884 - Erigoninae - regione paleartica (5 specie)
30. Perlongipalpus, Eskov e Marusik, 1991 - Erigoninae - Russia, Mongolia (4 specie)
31. Perregrinus, Tanasevitch, 1992 - Erigoninae - Russia, Mongolia, Cina, Canada (1 specie)
32. Perro, Tanasevitch, 1992 - Erigoninae - Russia, Canada (5 specie)
33. Phanetta, Keyserling, 1886 - Erigoninae - USA (1 specie)
34. Phlattothrata, Crosby & Bishop, 1933 - Regione olartica (2 specie)
35. Phyllarachne, Millidge e Russell-Smith, 1992 - Erigoninae - Borneo (1 specie)
36. Piesocalus, Simon, 1894 - Erigoninae - Giava (1 specie)
37. Piniphantes, Saaristo e Tanasevitch, 1996 - Micronetinae - regione paleartica (prevalentemente Kirghizistan e Uzbekistan) (8 specie)
38. Pityohyphantes, Simon, 1929 - Linyphiinae - regione olartica (16 specie e due sottospecie)
39. Plaesianillus, Simon, 1926 - Erigoninae - Francia (1 specie)
40. Platyspira, Song & Li, 2009 - Cina (1 specie)
41. Plectembolus, Millidge e Russell-Smith, 1992 - Linyphiinae - Sumatra, Filippine, Malaysia (5 specie)
42. Plesiophantes, Heimer, 1981 - Linyphiinae - Russia, Georgia, Turchia (3 specie)
43. Plicatiductus, Millidge e Russell-Smith, 1992 - Linyphiinae - Celebes (1 specie)
44. Pocadicnemis, Simon, 1884 - Erigoninae - regione olartica (7 specie)
45. Pocobletus, Simon, 1894 - Linyphiinae - dal Costarica al Venezuela, isola Saint Vincent (Antille) (2 specie)
46. Poecilafroneta, Blest, 1979 - Mynogleninae - Nuova Zelanda (1 specie)
47. Poeciloneta, Kulczyński, 1894 - Micronetinae - regione olartica (prevalentemente Russia, USA, Cina, Canada) (18 specie)
48. Porrhomma, Simon, 1884 - Linyphiinae - Regione olartica (Europa, Asia, Africa, USA) (32 specie ed una sottospecie)
49. Praestigia, Millidge, 1954 - Erigoninae[14] - regione olartica (Europa, Russia, Canada, Mongolia, Groenlandia, Giappone) (8 specie)
50. Primerigonina, Wunderlich, 1995 - Erigoninae - Panama (1 specie)
51. Prinerigone, Millidge, 1988 - Erigoninae - Europa, Camerun, Tanzania, Kenya, Arabia Saudita, isola di Madeira (3 specie)
52. Priperia, Simon, 1904 - Linyphiinae - isole Hawaii (1 specie)
53. Procerocymbium, Eskov, 1989 - Erigoninae - Russia, Canada (4 specie)
54. Proelauna, Jocqué, 1981 - Linyphiinae - Angola, Tanzania, Malawi (1 specie)
55. Proislandiana, Tanasevitch, 1985 - Erigoninae - Russia (1 specie)
56. Promynoglenes, Blest, 1979 - Mynogleninae - Nuova Zelanda (6 specie)
57. Pronasoona, Millidge, 1995 - Erigoninae - Borneo, Thailandia (2 specie)
58. Prosoponoides, Millidge e Russell-Smith, 1992 - Linyphiinae - Sumatra, Borneo, Thailandia, Cina (4 specie)
59. Protoerigone, Blest, 1979 - Mynogleninae - Nuova Zelanda (2 specie)
60. Pseudafroneta, Blest, 1979 - Mynogleninae - Nuova Zelanda (7 specie)
61. Pseudocarorita, Wunderlich, 1980 - Erigoninae - Europa (1 specie)
62. Pseudocyba, Tanasevitch, 1984 - Erigoninae - Russia (1 specie)
63. Pseudohilaira, Eskov, 1990 - Erigoninae - Russia (1 specie)
64. Pseudomaro, Denis, 1966 - Erigoninae - Regione paleartica (1 specie)
65. Pseudomaso, Locket e Russell-Smith, 1980 - Erigoninae - Nigeria (1 specie)
66. Pseudomicrargus, Eskov, 1992 - Erigoninae - Giappone (3 specie)
67. Pseudomicrocentria, Miller, 1970 - Erigoninae - Africa centrale, occidentale e meridionale; Malesia (2 specie)
68. Pseudoporrhomma, Eskov, 1993 - Erigoninae - Russia (1 specie)
69. Pseudotyphistes, Brignoli, 1972 - Erigoninae - America meridionale (prevalentemente Brasile; Perù, Argentina e Uruguay) (7 specie)
70. Pseudowubana, Eskov, 1992 - Linyphiinae - Russia, Mongolia (1 specie)
71. Psilocymbium, Millidge, 1991 - Erigoninae - America meridionale (Brasile, Colombia, Argentina, Perù) (7 specie)

## R
1. Racata, Millidge, 1995 - Dubiaraneinae -  Krakatoa (1 specie)
2. Rhabdogyna, Millidge, 1985 - Erigoninae - Cile (2 specie)
3. Ringina, Tambs-Liche, 1954 - Erigoninae - Isole Crozet (1 specie)
4. Russocampus, Tanasevitch, 2004 - Erigoninae - Russia (1 specie)
5. Ryojius, Saito & Ono, 2001 - Micronetinae - Giappone, Cina (3 specie)

## S

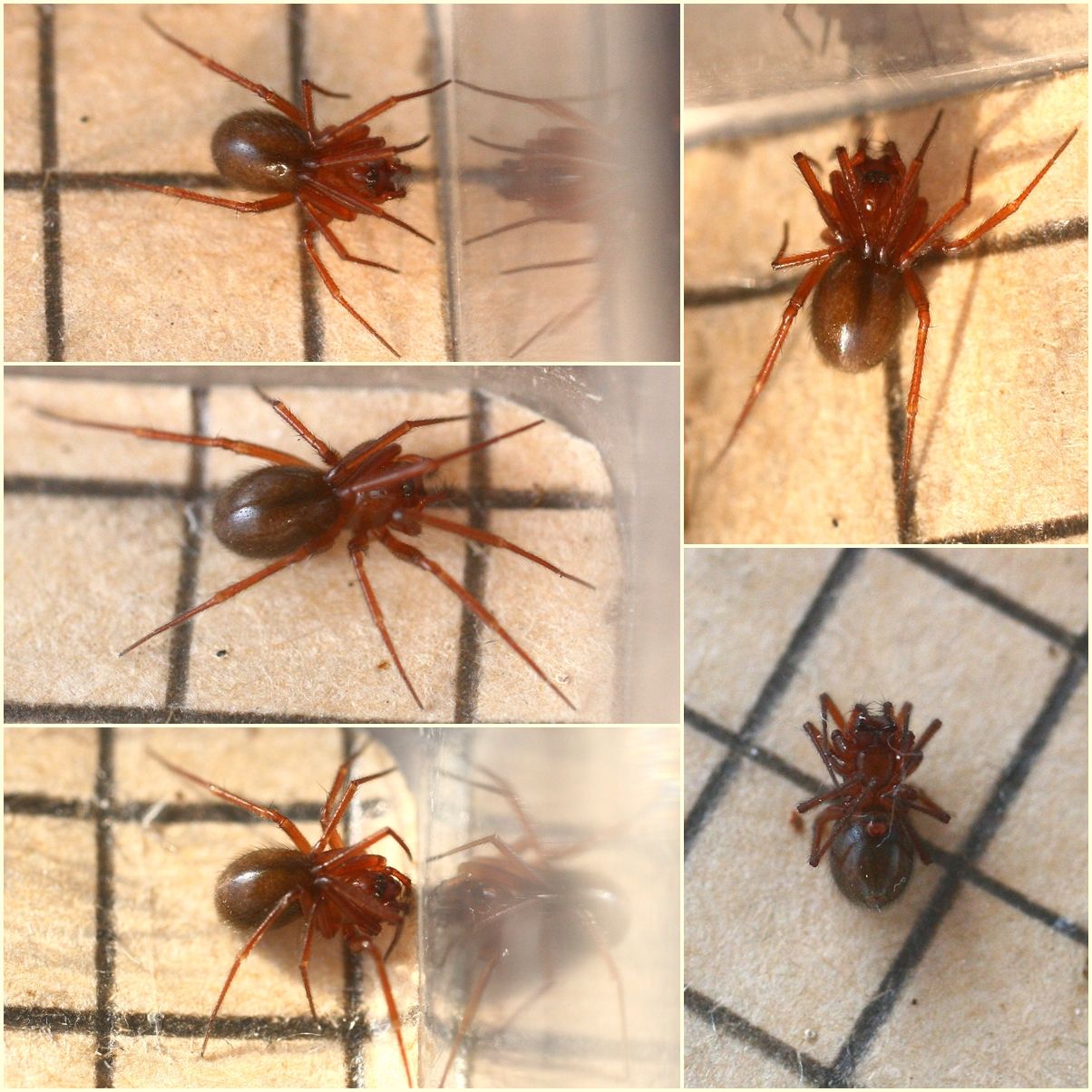
Saaristoa abnormis

1. Saaristoa, Millidge, 1978 - Micronetinae - regione olartica (5 specie)
2. Sachaliphantes, Saaristo & Tanasevitch, 2004 - Micronetinae - Russia, Cina, Giappone (1 specie)
3. Saitonia, Eskov, 1992 - Erigoninae - Giappone, Corea (6 specie)
4. Saloca, Simon, 1926 - Erigoninae - Europa, Nepal, Russia, Turchia (6 specie)
5. Satilatlas, Keyserling, 1886 - Erigoninae - Regione olartica (Europa, USA, Canada, Russia) (8 specie)
6. Sauron, Eskov, 1995 - Erigoninae - Europa, Russia, Kazakistan (2 specie)
7. Savignia, Blackwall, 1883 - Erigoninae - regione olartica, Australia e isole Comore (23 specie)
8. Savigniorrhipis, Wunderlich, 1992 - Erigoninae - Isole Azzorre (1 specie)
9. Scandichrestus, Wunderlich, 1995 - Erigoninae - Svezia, Finlandia, Russia (1 specie)
10. Schistogyna, Millidge, 1991 - Erigoninae - Isole Juan Fernandez (1 specie)
11. Sciastes, Bishop & Crosby, 1938 - Erigoninae - regione olartica (America settentrionale, Europa) (8 specie)
12. Scirites, Bishop e Crosby, 1938 - Erigoninae - USA, Canada (2 specie)
13. Scironis, Bishop e Crosby, 1938 - Erigoninae - USA (2 specie)
14. Scolecura, Millidge, 1991 - Erigoninae - America meridionale (Brasile, Argentina e Colombia) (4 specie)
15. Scolopembolus, Bishop e Crosby, 1938 - Erigoninae - USA (1 specie)
16. Scotargus, Simon, 1913 - Erigoninae - regione paleartica (prevalentemente isole Canarie; Algeria, Europa) (6 specie)
17. Scotinotylus, Simon, 1884 - Erigoninae - regione olartica (46 specie)
18. Scutpelecopsis, Marusik & Gnelitsa, 2009 - Erigoninae - Europa meridionale (Balcani, Grecia, Albania) e Medio Oriente (Turchia, Abcasia, Iran) (5 specie)
19. Scylaceus, Bishop e Crosby, 1938 - Erigoninae - USA, Canada (2 specie)
20. Scyletria, Bishop e Crosby, 1938 - Erigoninae - USA, Canada (1 specie)
21. Selenyphantes, Gertsch & Davis, 1946 - Ipainae - Messico, Guatemala (1 specie)
22. Semljicola, Strand, 1906 - Erigoninae - regione olartica (14 specie)
23. Sengletus, Tanasevitch, 2008 - Micronetinae - Iran, Egitto, Israele (2 specie)
24. Shaanxinus, Tanasevitch, 2006 - Erigoninae - Cina (2 specie)
25. Shanus, Tanasevitch, 2006 - Erigoninae - Cina (1 specie)
26. Sibirocyba, Eskov e Marusik, 1994 - Erigoninae - Svezia, Russia (1 specie)
27. Silometopoides, Eskov, 1990 - Erigoninae - regione olartica (Russia, Canada, Mongolia, USA, Groenlandia) (8 specie)
28. Silometopus, Simon, 1926 - Erigoninae - regione paleartica (14 specie)
29. Simplicistilus, Locket, 1968 - Erigoninae - Africa centrale e occidentale (1 specie)
30. Singaritrichona, Tanasevitch, 2019 - Erigoninae - Singapore (1 specie)
31. Sinolinyphia, Wunderlich & Li, 1995 - Linyphiinae - Cina (1 specie)
32. Sinopimoa, Li & Wunderlich, 2008 - Cina (1 specie)
33. Sintula, Simon, 1884 - Erigoninae - regione paleartica (15 specie)
34. Sisicottus, Bishop e Crosby, 1938 - Erigoninae - ecozona neartica (USA, Canada, Alaska, isole Curili) (9 specie)
35. Sisicus, Bishop e Crosby, 1938 - Erigoninae - regione olartica (3 specie)
36. Sisis, Bishop e Crosby, 1938 - Erigoninae - USA, Canada (2 specie)
37. Sisyrbe, Bishop e Crosby, 1938 - Erigoninae - USA (1 specie)
38. Sitalcas, Bishop e Crosby, 1938 - Erigoninae - USA (1 specie)
39. Smerasia, Zhao & Li, 2014 - Cina (1 specie)
40. Smermisia, Simon, 1894 - Erigoninae - America centrale (Costarica) e meridionale (Brasile, Argentina, Cile e Venezuela) (5 specie)
41. Smodix, Bishop e Crosby, 1938 - Erigoninae - USA, Canada (1 specie)
42. Solenysa, Simon, 1894 - Ipainae - Giappone, Cina, Taiwan, Corea (13 specie)
43. Soucron, Crosby e Bishop, 1936 - Erigoninae - USA, Canada (1 specie)
44. Souessa, Crosby e Bishop, 1936 - Erigoninae - USA (1 specie)
45. Souessoula, Crosby e Bishop, 1936 - Erigoninae - USA (1 specie)
46. Sougambus, Crosby e Bishop, 1936 - Erigoninae - USA, Canada (1 specie)
47. Souidas, Crosby e Bishop, 1936 - Erigoninae - USA (1 specie)
48. Soulgas, Crosby e Bishop, 1936 - Erigoninae - USA (1 specie)
49. Spanioplanus, Millidge, 1991 - Erigoninae - Perù, Venezuela (1 specie)
50. Sphecozone, O.Pickard-Cambridge, 1870 - Erigoninae - America meridionale (Argentina, Brasile, Perù, Colombia, Bolivia, Cile, Paraguay, Ecuador) (34 specie)
51. Spiralophantes, Tanasevitch e Saaristo, 2006 - Micronetinae - Nepal (1 specie)
52. Spirembolus, Chamberlin, 1920 - Erigoninae - America settentrionale (prevalentemente USA) (41 specie)
53. Stemonyphantes, Menge, 1866 - Stemonyphantinae - Regione olartica (18 specie)
54. Sthelota, Simon, 1894 - Linyphiinae - Panama, Guatemala (2 specie)
55. Stictonanus, Millidge, 1991 - Mynogleninae - Cile (2 specie)
56. Strandella, Oi, 1960 - Erigoninae - Giappone, Russia, Corea, Cina (4 specie)
57. Strongyliceps, Fage, 1936 - Erigoninae - Kenya, Uganda (2 specie)
58. Styloctetor, Simon, 1884 - Erigoninae - regione olartica (Europa, Russia, Canada, Mongolia) (8 specie)
59. Subbekasha, Millidge, 1984 - Erigoninae - Canada (1 specie)
60. Syedra, Simon, 1884 - Micronetinae - regione paleartica ed ecozona afrotropicale (8 specie)
61. Symmigma, Crosby e Bishop, 1933 - Erigoninae - USA (1 specie)

## T

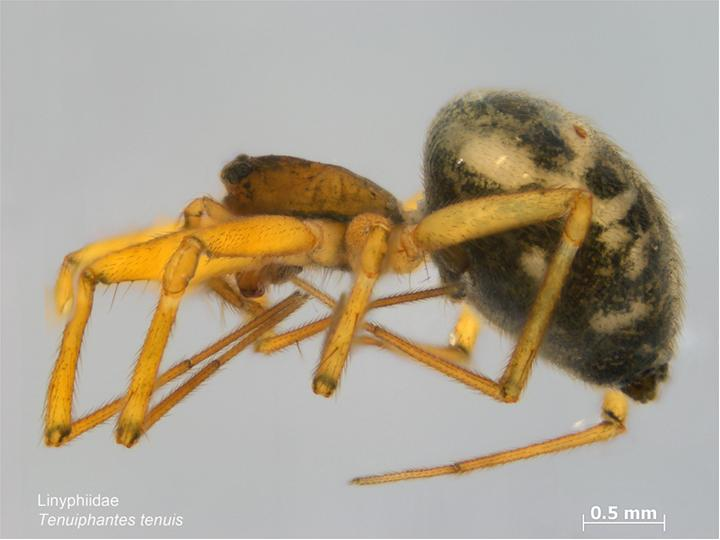
Tenuiphantes tenuis

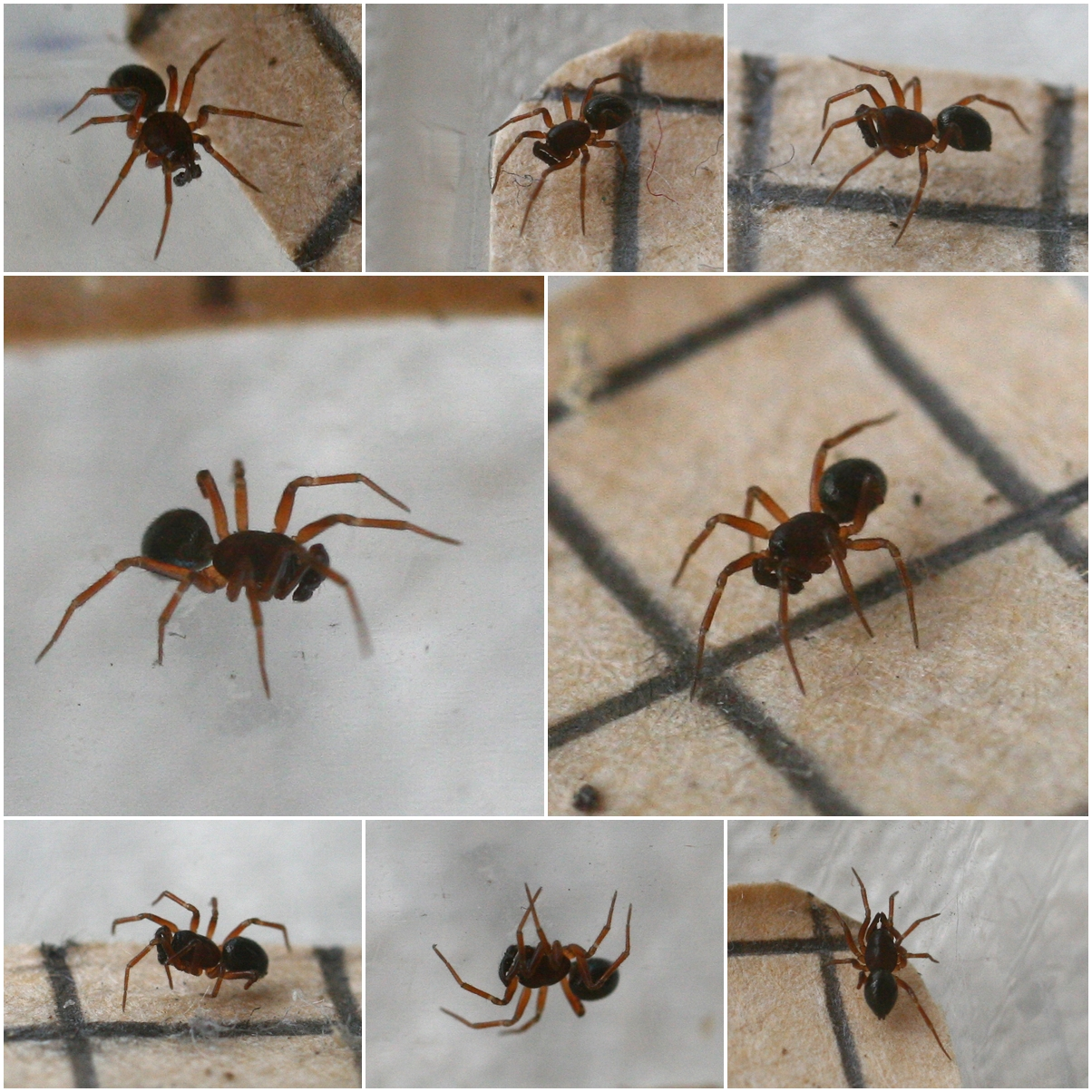
Tiso vagans, maschio, collage di immagini

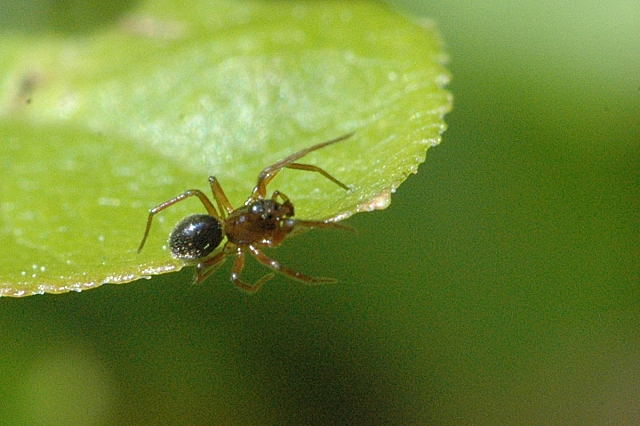
Trematocephalus cristatus, maschio

1. Tachygyna, Chamberlin & Ivie, 1939 - Erigoninae - America settentrionale (15 specie)
2. Taibainus, Tanasevitch, 2006 - Erigoninae - Cina (Shaanxi) (1 specie)
3. Taibaishanus, Tanasevitch, 2006 - Erigoninae - Cina (Shaanxi) (1 specie)
4. Tallusia, Lehtinen & Saaristo, 1972 - Micronetinae - regione paleartica (5 specie)
5. Tanasevitchia, Marusik e Saaristo, 1999 - Erigoninae - Russia (2 specie)
6. Tapinocyba, Simon, 1884 - Erigoninae - Regione olartica (38 specie e due sottospecie)
7. Tapinocyboides, Wiehle, 1960 - Erigoninae - Regione paleartica (2 specie)
8. Tapinopa, Westring, 1851 - Micronetinae - regione olartica ed ecozona orientale (7 specie)
9. Tapinotorquis, Dupérré & Paquin, 2007 - Erigoninae - USA, Canada (1 specie)
10. Taranucnus, Simon, 1884 - Linyphiinae - regione olartica (4 specie)
11. Tarsiphantes, Strand, 1905 - Erigoninae - Russia, Canada, Groenlandia (1 specie)
12. Tchatkalophantes, Tanasevitch, 2001 - Micronetinae - Asia centrale, orientale e meridionale (10 specie)
13. Tegulinus, Tanasevitch, 2017 - Sumatra (1 specie)
14. Tennesseellum, Petrunkevitch, 1925 - Micronetinae - USA, Canada, Alaska, isole Marshall (1 specie)
15. Tenuiphantes, Saaristo e Tanasevitch, 1996 - Micronetinae - regione olartica, Tanzania (42 specie)
16. Ternatus, Sun, Li & Tu, 2012 - Erigoninae - Cina (2 specie)
17. Tessamoro, Eskov, 1993 - Erigoninae - Russia asiatica (1 specie)
18. Thainetes, Millidge, 1995 - Dubiaraneinae -  Thailandia (1 specie)
19. Thaiphantes, Millidge, 1995 - Erigoninae - Thailandia (2 specie)
20. Thaleria, Tanasevitch, 1984 - Erigoninae - Russia orientale, Alaska (6 specie)
21. Thapsagus, Simon, 1894 - Erigoninae - Madagascar (1 specie)
22. Thaumatoncus, Simon, 1884 - Erigoninae - Francia, Algeria, Tunisia (2 specie)
23. Theoa, Saaristo, 1995 - Micronetinae - Malesia, Isole Seychelles (1 specie)
24. Theoneta, Eskov & Marusik, 1991 - Russia (2 specie)
25. Theonina, Simon, 1929 - Micronetinae - regione paleartica (Europa, Africa settentrionale, Russia) (3 specie)
26. Thyreobaeus, Simon, 1889 - Erigoninae - Madagascar (1 specie)
27. Thyreosthenius, Simon, 1884 - Erigoninae - Regione paleartica e olartica (2 specie)
28. Tibiaster, Tanasevitch, 1987 - Erigoninae - Kazakistan (2 specie)
29. Tibioploides, Eskov e Marusik, 1991 - Erigoninae - Regione paleartica (Cina, Giappone, Russia, Scandinavia) (7 specie)
30. Tibioplus, Chamberlin e Ivie, 1947 - Erigoninae - Scandinavia, Russia, Mongolia, Alaska, Kirghizistan (2 specie)
31. Tiso, Simon, 1884 - Erigoninae - Regione olartica, Asia meridionale (9 specie)
32. Tmeticodes, Ono, 2010 - Erigoninae - Giappone (1 specie)
33. Tmeticus, Menge, 1868 - Erigoninae - Regione paleartica (prevalentemente Giappone, Russia, Norvegia, Algeria) (7 specie)
34. Tojinium, Saito & Ono, 2001 - Erigoninae - Giappone (1 specie)
35. Toltecaria, Miller, 2007 - Erigoninae - Messico (1 specie)
36. Tomohyphantes, Millidge, 1995 - Linyphiinae - Krakatoa (2 specie)
37. Toschia, Caporiacco, 1949 - Erigoninae - Africa centrale e meridionale, Cina[15] (10 specie)
38. Totua, Keyserling, 1891 - Dubiaraneinae - Brasile (1 specie)
39. Trachyneta, Holm, 1968 - Mynogleninae - Africa centrale (Congo, Malawi) (2 specie)
40. Traematosisis, Bishop & Crosby, 1938 - Erigoninae - USA (1 specie)
41. Trematocephalus, Dahl, 1886 - Erigoninae - Regione paleartica, Francia, Sri Lanka (4 specie)
42. Trichobactrus, Wunderlich, 1995 - Erigoninae - Mongolia (1 specie)
43. Trichoncoides, Denis, 1950 - Erigoninae - Francia, Kazakistan, Regione paleartica (3 specie)
44. Trichoncus, Simon, 1884 - Erigoninae - Regione paleartica, Africa orientale (Kenya) (28 specie)
45. Trichoncyboides, Wunderlich, 2008 - Erigoninae - Svizzera, Germania, Austria, Repubblica Ceca (1 specie)
46. Trichopterna, Kulczyński, 1894 - Erigoninae - regione olartica (Tanzania, Algeria, Grecia, Francia, Portogallo, Asia centrale) (9 specie)
47. Trichopternoides, Wunderlich, 2008 - Erigoninae - Regione paleartica (1 specie)
48. Triplogyna, Millidge, 1991 - Erigoninae - Brasile, Colombia (2 specie)
49. Troglohyphantes, Joseph, 1881 - Micronetinae - regione paleartica (128 specie e cinque sottospecie)
50. Troxochrota, Kulczynski, 1894 - Erigoninae - Europa, Kashmir, Russia (2 specie)
51. Troxochrus, Simon, 1884 - Erigoninae - Europa, Angola (5 specie)
52. Tubercithorax, Eskov, 1988 - Erigoninae - Russia (2 specie)
53. Tunagyna, Chamberlin e Ivie, 1933 - Erigoninae - Russia, Canada, USA (anche Alaska) (1 specie)
54. Turbinellina, Platnick, 1993 - Erigoninae - Cile, Argentina (1 specie)
55. Turinyphia, van Helsdingen, 1982 - Regione paleartica (Europa meridionale, Cina, Giappone, Corea, isole Azzorre, isola di Madeira) (4 specie)
56. Tusukuru, Eskov, 1993 - Erigoninae - USA, Russia (2 specie)
57. Tutaibo, Chamberlin, 1916 - Erigoninae - Brasile, Perù, Colombia, Messico, Guatemala, USA (10 specie)
58. Tybaertiella, Jocqué, 1979 - Erigoninae - Africa (3 specie)
59. Typhistes, Simon, 1894 - Erigoninae - Sri Lanka, Etiopia, Sudafrica (4 specie)
60. Typhlonyphia, Kratochvíl, 1936 - Micronetinae - Europa orientale, Croazia (1 specie e 1 sottospecie)
61. Typhochrestinus, Eskov, 1990 - Erigoninae - Russia asiatica (1 specie)
62. Typhochrestoides, Eskov, 1990 - Erigoninae - Russia asiatica (1 specie)
63. Typhochrestus, Simon, 1884 - Erigoninae - Regione olartica (32 specie)

## U

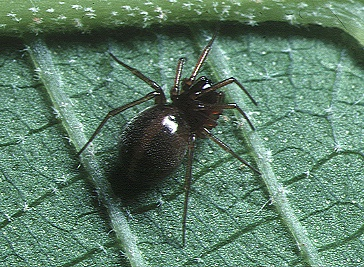
Ummeliata insecticeps

1. Uahuka, Berland, 1935 - Linyphiinae - isole Marchesi (2 specie)
2. Uapou, Berland, 1935 - Linyphiinae - isole Marchesi (1 specie)
3. Ulugurella, Jocqué & Scharff, 1986 - Linyphiinae - Tanzania (1 specie)
4. Ummeliata, Strand, 1942 - Erigoninae - Regione paleartica (Russia, Giappone, Cina, Corea) (8 specie)
5. Uralophantes, Esyunin, 1992 - Ipainae - Russia (monti Urali) (1 specie)
6. Ussurigone, Eskov, 1993 - Erigoninae - Russia asiatica (Territorio del Litorale) (1 specie)
7. Uusitaloia, Marusik, Koponen & Danilov, 2001 - Erigoninae - Russia asiatica (2 specie)

## V
1. Vagiphantes, Saaristo & Tanasevitch, 2004 - Micronetinae - Asia centrale (Uzbekistan e Kirghizistan) (1 specie)
2. Venia, Seyfulina & Jocqué, 2009 - Erigoninae - Kenya (1 specie)
3. Vermontia, Millidge, 1984 - Erigoninae - USA, Canada, Russia (1 specie)
4. Vesicapalpus, Millidge, 1991 - Dubiaraneinae -  Argentina, Brasile (2 specie)
5. Vietnagone, Tanasevitch, 2019 - Erigoninae - Vietnam, Cina (2 specie)
6. Viktorium, Eskov, 1988 - Erigoninae - Russia (Siberia) (1 specie)
7. Vittatus, Zhao & Li, 2014 - Cina (4 specie)

## W

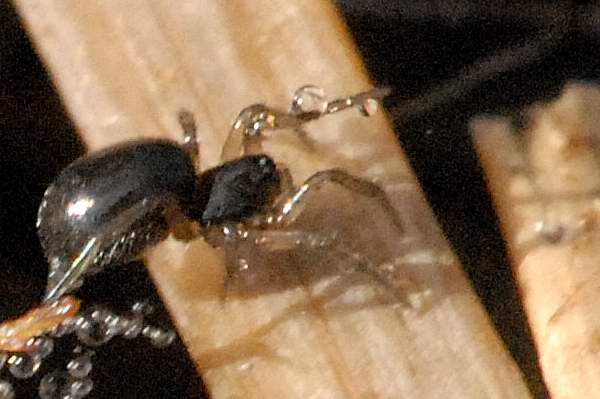
Walckenaeria stylifrons

1. Wabasso, Millidge, 1984 - Erigoninae - Regione olartica (Russia, Canada, Groenlandia e Scozia) (8 specie)
2. Walckenaeria, Blackwall, 1833 - Erigoninae - Europa, Asia, America settentrionale e Africa (195 specie)
3. Walckenaerianus, Wunderlich, 1995 - Erigoninae - Russia, Bulgaria, Mongolia, Kazakistan (2 specie)
4. Wiehlea, Braun, 1959 - Erigoninae - Europa occidentale (1 specie)
5. Wiehlenarius, Eskov, 1990 - Erigoninae - Russia, Svizzera, Austria, Grecia (2 specie)
6. Wubana, Chamberlin, 1919 - Erigoninae - USA (7 specie)
7. Wubanoides, Eskov, 1986 - Ipainae - Russia asiatica, Giappone, Mongolia, Europa centrale e orientale (2 specie e 1 sottospecie)

## Y
1. Yakutopus, Eskov, 1990 - Erigoninae - Russia asiatica (1 specie)
2. Yuelushannus, Irfan, Zhou, Bashir, Mukhtar & Peng, 2020 - Erigoninae - Cina (2 specie)

## Z
1. Zerogone, Eskov & Marusik, 1994 - Erigoninae - Russia asiatica (1 specie)
2. Zhezhoulinyphia, Irfan, Zhou & Peng, 2019 - Linyphiinae - Cina (3 specie)
3. Zilephus, Simon, 1902 - Erigoninae[16] - Russia asiatica (1 specie)
4. Zornella, Jackson, 1932 - Erigoninae - Regione olartica (3 specie)
5. Zygottus, Chamberlin, 1948 - Erigoninae - USA (2 specie)

## Generi fossili

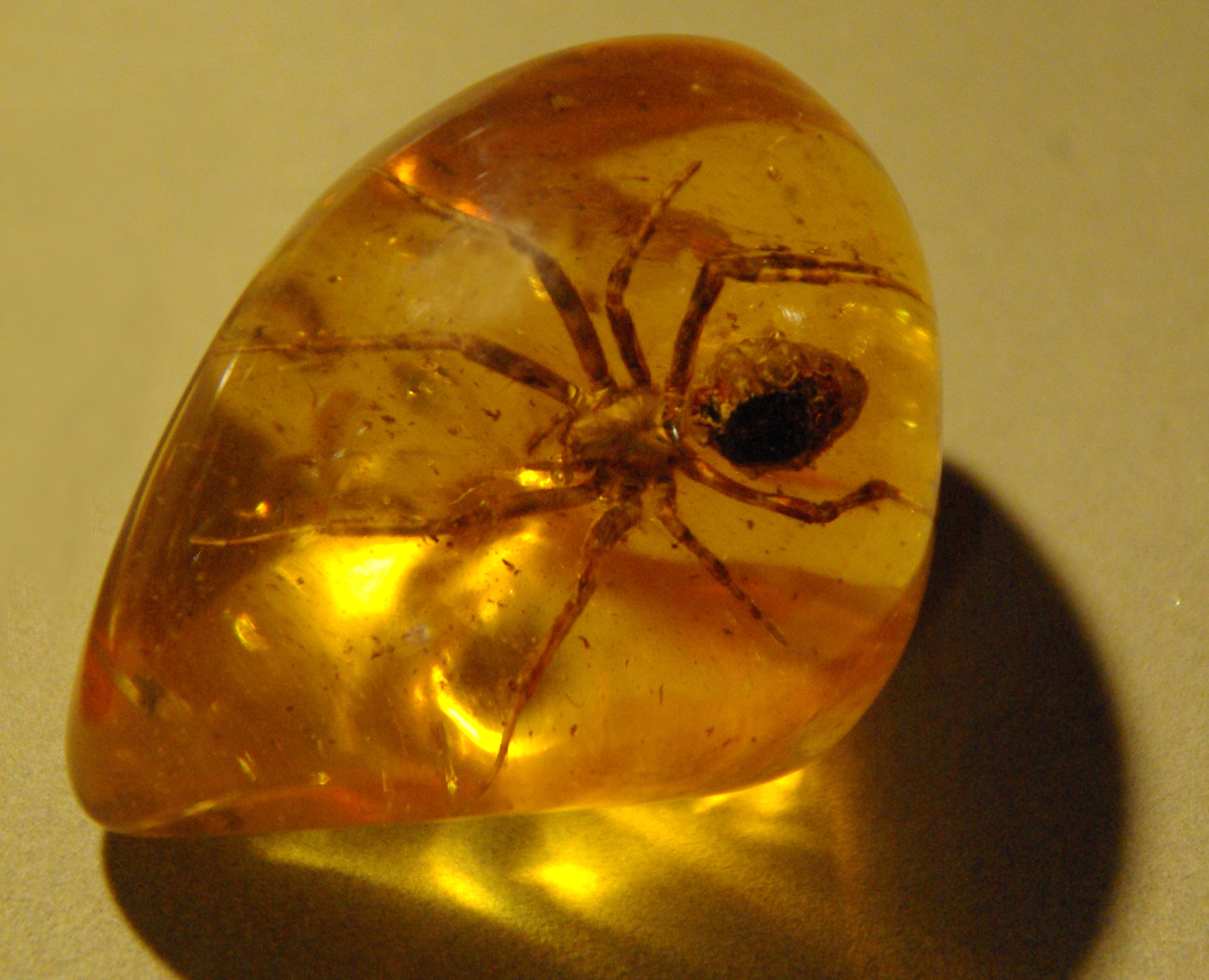
Ragno nell'ambra

Al 2012 sono 11 i generi esclusivamente fossili appartenenti a questa famiglia.
1. Agynetiphantes, Wunderlich, 2004 - Micronetinae - ambra baltica, Paleogene (monospecifico)
2. Custodela, Wunderlich, 2004 - Micronetinae - ambra baltica e ambra di Bitterfeld, Paleogene (23 specie)
3. Custodelela, Wunderlich, 2004 - Micronetinae - ambra di Bitterfeld, Paleogene (monospecifico)
4. Eolabulla, Wunderlich, 2004 - Linyphiinae - ambra baltica, Paleogene (6 specie)
5. Eophantes, Wunderlich, 2004 - Micronetinae - ambra baltica, Paleogene (2 specie)
6. Madagascarphantes, Wunderlich, 2012 - Micronetinae - copale del Madagascar, Quaternario, (monospecifico)
7. Malepellis, Petrunkevitch, 1971 - Micronetinae - ambra del Chiapas, Neogene, (monospecifico)
8. Mystagogus, Petrunkevitch, 1942 - Micronetinae - ambra baltica, Paleogene, (2 specie)
9. Paralabulla, Wunderlich, 2004 - Linyphiinae - ambra baltica e ambra di Bitterfeld, Paleogene, (3 specie)
10. Succineta, Wunderlich, 2004 - Erigoninae - ambra baltica, Paleogene, (2 specie)
11. Succiphantes, Wunderlich, 2004 - Micronetinae - ambra baltica, Paleogene, (2 specie)

## Generi trasferiti presso altre famiglie
1. Comaroma Bertkau, 1889; trasferito alla famiglia Anapidae[3].
2. Conculus Komatsu, 1940; trasferito alla famiglia Anapidae.
3. Cyclocarcina Komatsu, 1942; trasferito alla famiglia Nesticidae.
4. Eryciniolia Strand, 1912; trasferito alla famiglia Tetragnathidae.
5. Liger O. P.-Cambridge, 1896; trasferito nel genere Theridion appartenente alla famiglia Theridiidae.
6. Louisfagea Brignoli, 1971; trasferito nel genere Pimoa appartenente alla famiglia Pimoidae.
7. Microlinypheus Butler, 1932; trasferito nel genere Micropholcomma appartenente alla famiglia Micropholcommatidae.
8. Pimoa Chamberlin & Ivie, 1943; trasferito alla famiglia Pimoidae.
9. Plectochetos Butler, 1932; trasferito nel genere Micropholcomma appartenente alla famiglia Micropholcommatidae.
10. Pselothorax Chamberlin, 1949; trasferito nel genere Dipoena appartenente alla famiglia Theridiidae.
11. Sunitorypha Komatsu, 1960; trasferito nel genere Cyclocarcina appartenente alla famiglia Nesticidae.
12. Tuganobia Chamberlin, 1933; trasferito nel genere Nesticus appartenente alla famiglia Nesticidae, a seguito di un lavoro dell'aracnologo Gertsch del 1984

## Generi omonimi ridenominati
1. Bonnetia Caporiacco, 1955; riconosciuta omonima di Bonnetia Robineau-Desvoidy, 1830, genere di ditteri brachiceri della famiglia Tachinidae, vedi Tutaibo Chamberlin, 1916[3].
2. Conithorax Eskov, 1988; riconosciuta omonima di Conithorax, Brunetti, 1918, genere di ditteri icneumonidi, vedi Connithorax Eskov, 1993.
3. Conothorax Eskov & Marusik, 1992; riconosciuta omonima di Conothorax Karavaiev, 1935, un genere di formiche delle Myrmicinae, vedi Connithorax Eskov, 1993.
4. Dietrichia Crosby & Bishop, 1933; riconosciuta omonima di Dietrichia Reck, 1921, un genere di molluschi bivalvi, vedi Neodietrichia Özdikmen, 2008.
5. Diplophrys Millidge, 1995; riconosciuta omonima di Diplophrys Barker, 1868, genere di foraminiferi della famiglia Lagynidae Schultze, 1854 vedi Millplophrys Platnick, 1998.
6. Eburnella Jocqué & Bosmans, 1983; riconosciuta omonima di Eburnella Pease, 1870, un genere di molluschi gasteropodi della famiglia Achatinellidae vedi Neoeburnella Koçak, 1986.
7. Eldonia Tanasevitch, 1996; riconosciuta omonima di Eldonia Walcott, 1911, enigmatico fossile, probabilmente un'echinoderma, vedi Eldonnia (Paik, 1965).
8. Elgonella Holm, 1962; riconosciuta omonima di Elgonella Preston, 1914, un genere di molluschi gasteropodi, vedi Holmelgonia Jocqué & Scharff, 2007.
9. Elgonia Holm, 1989; riconosciuta omonima di Elgonia Risbec, 1950, genere di imenotteri della famiglia Platygastridae, vedi Holmelgonia Jocqué & Scharff, 2007.
10. Erigonopsis Hewitt, 1915; riconosciuta omonima di Erigonopsis Townsend, 1912, un genere di ditteri tachinidi, vedi Erigonops Scharff, 1990.
11. Eurycolon Millidge, 1991; riconosciuta omonima di Eurycolon Ganglbauer, 1899, sottogenere di coleotteri stafilinidi della famiglia Leiodidae, vedi Eurymorion Millidge, 1993.
12. Hubertia Georgescu, 1977; riconosciuta omonima di Hubertia Bory de St.-Vicent, 1804, già indicava un genere di piante delle Asteraceae, vedi HubertellaPlatnick, 1989.
13. Hummelia Schenkel, 1936; riconosciuta omonima di Hummelia Oudemans, 1916, un genere di acari oribatidi, vedi Ummeliata Strand, 1942.
14. Kuala Locket, 1982; riconosciuta omonima di Kuala Durette-Desset & Krishnasamy, 1976, un genere di vermi nematodi della famiglia Heligmonellidae, vedi Locketina Koçak & Kemal, 2006.
15. Linga, Lavery & Snazell, 2013; riconosciuta omonima di Linga De Gregorio, 1884, genere di molluschi bivalvi della famiglia Lucinidae, a seguito di un lavoro degli aracnologi Lavery & Dupérré del 2019.
16. Linyphiella Homann, 1951; riconosciuta omonima della vecchia denominazione Linyphiella Banks, 1905, vedi Neriene Blackwall, 1833.
17. Malkinella Millidge, 1991; riconosciuta omonima di Malkinella Dybas, 1960, indicava già un genere di coleotteri stafilinidi della famiglia Ptiliidae, vedi Malkinola (Millidge, 1991).
18. Malkinia Millidge, 1991; riconosciuta omonima di Malkinia Usinger & Matsuda, 1959, indicava già un genere di insetti eterotteri della famiglia Aradidae, vedi Juanfernandezia (Millidge, 1991).
19. Mengea F. O. P.-Cambridge, 1903; riconosciuta omonima di Mengea Grote, 1886 vecchia denominazione erroneamente non accettata da Roewer, vedi Allomengea Strand, 1912.
20. Metella Fage, 1931; riconosciuta omonima di Metella Müller, 1839, vecchia denominazione di Laportea Gaudich., genere di piante della famiglia Urticaceae.
21. Myrmecoxenus Millidge, 1991; riconosciuta omonima di Myrmecoxenus Agassiz, 1846, genere di coleotteri della famiglia Zopheridae, vedi Myrmecomelix Millidge, 1993.
22. Oinia Eskov, 1984; riconosciuta omonima di Oinia Hedqvist, 1978, genere di imenotteri calcidoidei, vedi Eskovina Koçak & Kemal, 2006.
23. Pedinella Dahl, 1909; riconosciuta omonima di Pedinella Vysotskij, 1888, genere di alghe della famiglia Dictyochophyceae, vedi Allomengea Strand, 1912.
24. Peregrinus Tanasevitch, 1982; riconosciuta omonima di Peregrinus Kirkaldy, 1904, genere di insetti emitteri della famiglia Delphacidae.
25. Pero Tanasevitch, 1985; riconosciuta omonima di Pero Herrich-Schäffer, 1855, genere di lepidotteri della famiglia Geometridae.
26. Stylophora Menge, 1866; riconosciuta omonima di Stylophora, genere di antozoi della famiglia Pocilloporidae Gray, 1842.
27. Turbinella Millidge, 1991; riconosciuta omonima di Turbinella Lamarck, 1799, un genere di gasteropodi della famiglia Turbinellidae Gray, 1854, vedi Turbinellina Millidge, 1993.
28. Valdiviella Millidge, 1985; riconosciuta omonima di Valdiviella Steuer, 1904, genere di copepodi della famiglia Aetideidae Giesbrecht, 1892, vedi Millidgella Kammerer, 2006.
29. Veles Pakhorukov, 1981; riconosciuta omonima di Veles Bangs, 1918, genere di uccelli della famiglia Caprimulgidae, vedi Pseudowubana (O. P.-Cambridge, 1873).

## Generi inglobati, non più in uso
- Acanthoneta, Eskov e Marusik, 1992[18]
- Ambengana, Millidge e Russell-Smith, 1992
- Asemonetes, Millidge, 1991[19]
- Caleurema, Millidge, 1991[19]
- Chaetophyma, Millidge, 1991[20]
- Clitolyna, Simon, 1894[21]
- Delorrhipis, Simon, 1884[22]
- Erigonidium, Smith, 1904[23]
- Ivesia, Petrunkevitch, 1925[24]
- Microcentria, Schenkel, 1925[25]
- Minyrioloides, Schenkel, 1930[26]
- Pelecopterna, Wunderlich, 1995[27]
- Pseudogonatium, Strand, 1901[28]
- Rhabdoria, Hull, 1911[29]
- Theoneta, Eskov e Marusik, 1991[30]
- Trachelocamptus, Simon, 1884[31]

## Nomina dubia
1. Tmeticides, Strand, 1907 - Linyphiinae; a seguito di un lavoro di Nentwig et al., del 2020, gli esemplari rinvenuti di questo genere monospecifico sono da ritenersi nomina dubia